# Вашингтонський університет у Сент-Луїсі
Вашингтонський університет у Сент-Луїсі (англ. Washington University in St. Louis) — приватний дослідницький університет у Сент-Луїсі, штат Міссурі, США. Заснований у 1853 році, університет названий на честь Джорджа Вашингтона, генерала континентальної армії та першого президента Сполучених Штатів.
Університет складається з восьми шкіл бакалаврату, магістратури та професійних шкіл, у тому числі Коледжу гуманітарних і природничих наук, Школи соціальної роботи імені Джорджа Воррена Брауна, Оліновської бізнес-школи, Медичної школи Вашингтонського університету, Маккелвівської інженерної школи, Школи права Вашингтонського університету, Школи післядипломної та професійної освіти та Школи дизайну та образотворчих мистецтв імені Сема Фокса.
Вашингтонський університет є членом Асоціації американських університетів з 1923 року та класифікується як «R1: Докторські університети — університет з дуже високим обсягом дослідницької діяльності». У 2021 році Національний науковий фонд поставив Вашингтонський університет на 25 місце серед академічних закладів США за витратами на дослідження та розробки. Університетська спортивна команда «Вошингтон-юніверсіті Беарз» грає в третьому дивізіоні Національної асоціації студентського спорту як член-засновник Університетської спортивної асоціації.
Станом на 2023 рік 26 лауреатів Нобелівської премії, 11 лауреатів Пулітцерівської премії, 4 лауреати поетів США та 6 стипендіатів Макартура були викладачами або випускниками. Серед випускників Вашингтонського університету також є: 16 президентів університетів, 21 член Конгресу США, 30 стипендіатів Родса, 7 стипендіатів Маршалла та 2 стипендіати Черчилля.

## Історія

### 19 століття

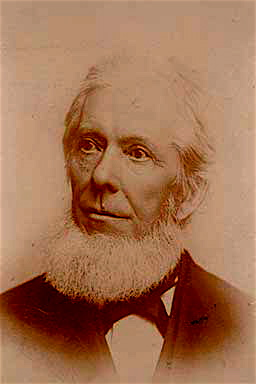
Вільям Ґрінліф Еліот, перший президент Опікунської ради

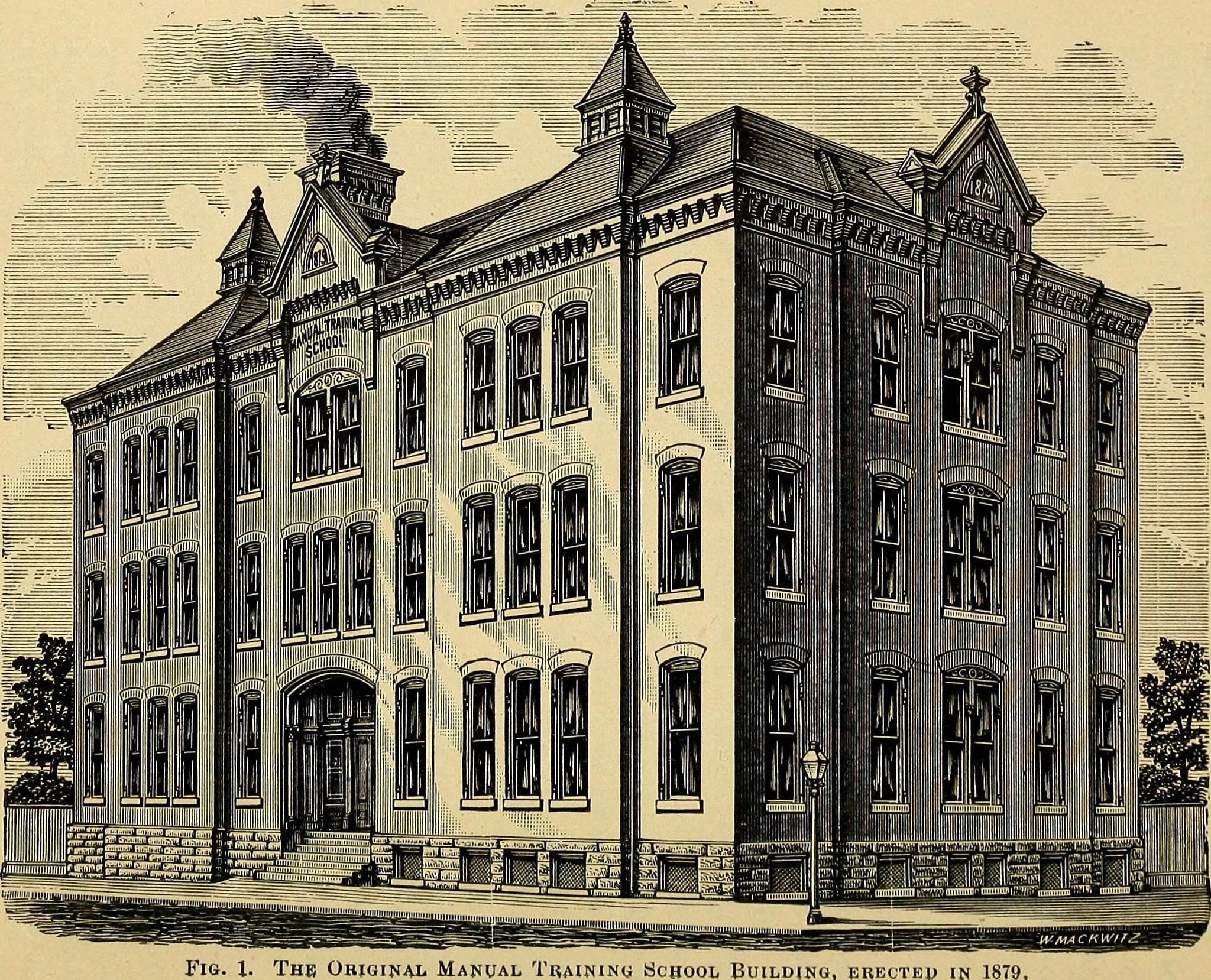
Школа ручної праці Вашингтонського університету

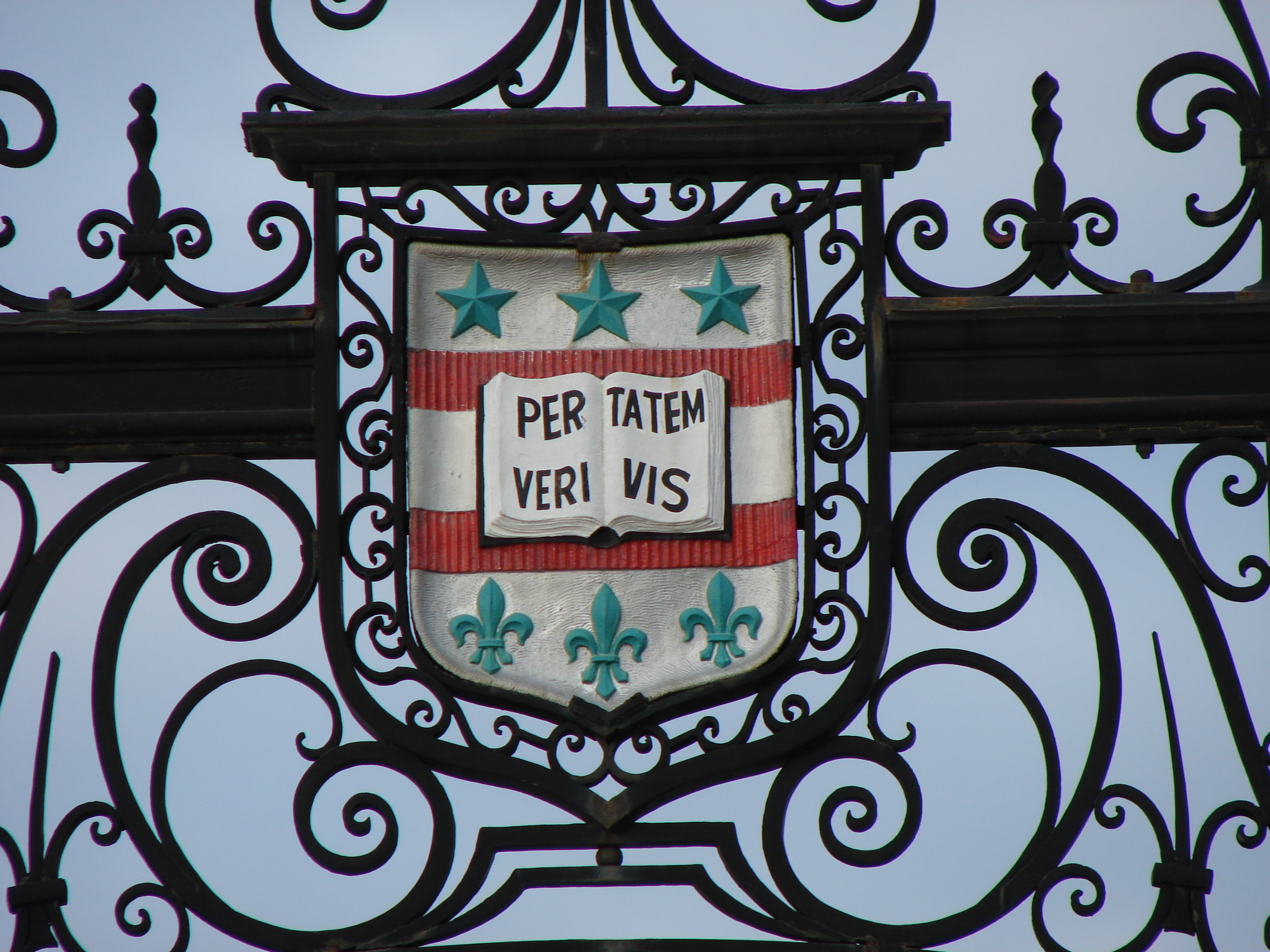
Герб Вашингтонського університету біля входу на стадіон Френсіс-Філд

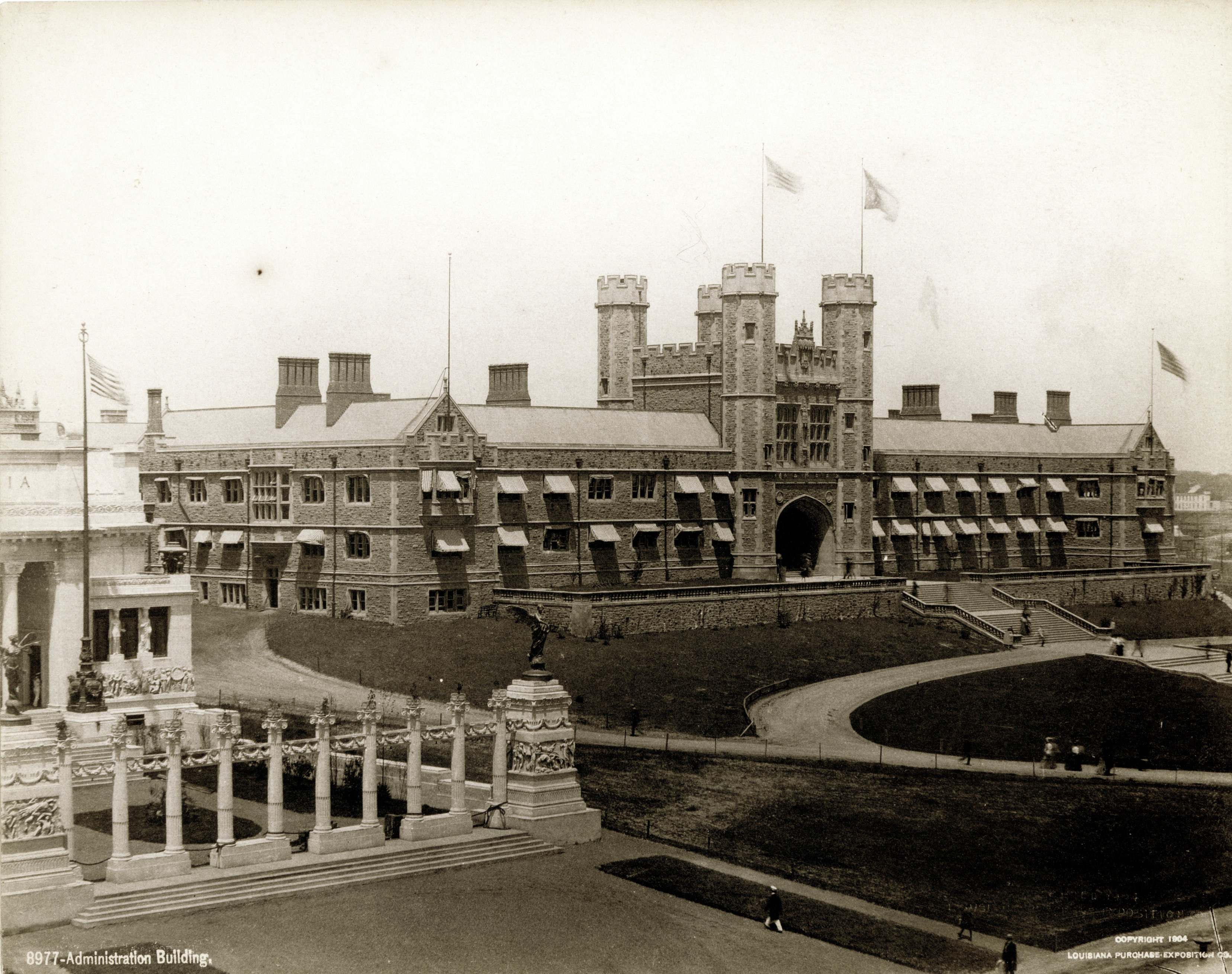
Брукінґс-хол під час Всесвітньої виставки 1904 року

17 ділових, політичних та релігійних лідерів Сент-Луїса були занепокоєні відсутністю на Середньому Заході вищих навчальних закладів і замислились над створенням університету. Сенатор штату Міссурі Веймен Кроу та унітаріанський священник Вільям Ґрінліф Еліот, дід поета Томаса Стернза Еліота, очолили зусилля зі створення вищого навчального закладу.
Першим ректором університету був Джозеф Ґібсон Гойт. У 1853 році Веймену Кроу вдалося домогтись, щоб Генеральна асамблея штату Міссурі надала університету хартію, а Вільям Ґрінліф Еліот був призначений президентом університетської опікунської ради. На ранній стадії Еліот звернувся за підтримкою до членів місцевих ділових кіл, включаючи бізнесмена Джона О'Феллона, але Еліот не зміг домогтися постійного фінансування. Вашингтонський університет вирізняється серед великих американських університетів тим, що він не мав попередньої фінансової підтримки. Заклад не мав ані підтримки з боку релігійної організації, ані з боку жодного багатого спонсора, ані цільової державної підтримки. До цього дня Вашингтонський університет контролюється опікунською радою, яка відповідно до хартії призначає своїх членів.
Протягом перших трьох років з моменту заснування назва університету змінювалась кілька разів. Спочатку Опікунська рада схвалила назву «Семінарія Еліота», але Вільяму Еліоту було ніяково називати університет своїм іменем. Крім того, він заперечував проти створення семінарії, оскільки це б означало, що університет мав би пропонувати певне релігійне навчання. Він вважав, що університет не має прив'язуватись до певної релігії.
Під тиском Еліота Опікунська рада створила спеціальну групу, якій було доручено підібрати назву для університету. Групу очолив місцевий юрист і майбутній федеральний суддя Семюель Тріт. Через кілька місяців група Тріта запропонувала назвати університет Вашингтонським інститутом на честь першого президента країни Джорджа Вашингтона. У 1854 році Опікунська рада змінила назву на «Вашингтонський інститут» на честь Джорджа Вашингтона та тому, що хартія для закладу була випадково надана у день народження Вашингтона, 22 лютого. Присвоєння університету імені першого президента країни лише за сім років до громадянської війни в США та в період гострого національного розколу не було випадковістю. У цей час конфлікту американці захоплювалися Джорджем Вашингтоном як батьком-засновником США і символом національної єдності. Опікунська рада вважала, що університет має бути об'єднуючою силою в сильно розділеному Міссурі. У 1856 році університет змінив свою назву на «Вашингтонський університет».

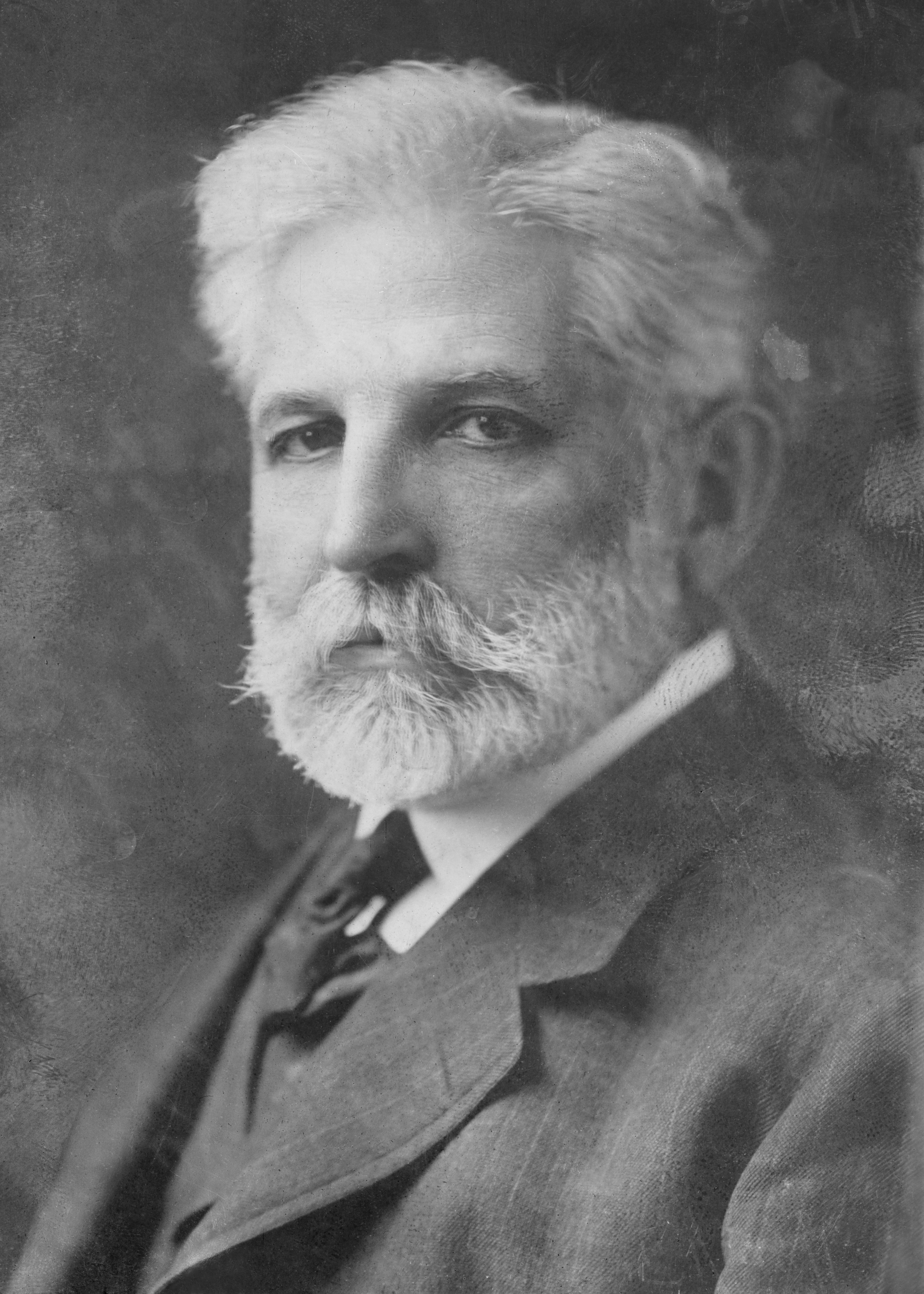
Роберт С. Брукінґс

Незважаючи на те, що заклад отримав статус університету, протягом багатьох років Вашингтонський університет функціонував переважно як вечірня школа, розташована на 17-й вулиці та Вашингтон-авеню в центрі Сент-Луїса. Через обмежені фінансові ресурси Вашингтонський університет спочатку користувався громадськими будівлями. Заняття розпочалися 22 жовтня 1854 року в будівлі Бентонівської школи. Спочатку університет оплачував вечірні заняття, але по мірі того, як їхня популярність зростала, їх фінансування було передано державним школам Сент-Луїса. Зрештою Опікунська рада знайшла кошти на будівництво Академік-холу та півтора десятка інших будівель. Пізніше університет поділився на три заклади: Школу ручної праці, Академію Сміта та Інститут Мері.
У 1867 році університет відкрив першу приватну неконфесійну школу права на захід від річки Міссісіпі. Близько 1882 року Вашингтонський університет розширився на численні кафедри, які розташовувалися в різних будівлях по всьому Сент-Луїсу. Медичні заняття вперше були проведені у Вашингтонському університеті в 1891 році після того, як Медичний коледж Сент-Луїса вирішив приєднатися до університету, створивши Медичну школу. Однак, вже близько до 1890-х років університет був на межі фінансового краху, доки Роберт Соммерс Брукінґс, президент Опікунської ради, не взявся за оздоровлення фінансів університету та придбання землі для нового студмістечка. Брукінґс відіграв важливу роль у зборі грошей для університету, с тих пір як Еліот, головний організатор збору коштів для університету, помер.
У 1896 році Голмс Сміт, викладач малювання та історії мистецтва, розробив те, що стане основою для печатки сучасного університету. Печатка складається з елементів родинного герба Вашингтона та символу французького короля Людовика IX, на честь якого названо місто Сент-Луїс.
Протягом першого півстоліття свого існування Вашингтонський університет розташовувався в центрі Сент-Луїса, в районі Вашингтон-авеню, Лукас-Плейс і Лакаст-стріт. До 1890-х років, завдяки різкому розширенню Медичної школи та новому благодійнику в особі Роберта Брукінґса, університет почав рухатися на захід. Рада директорів університету розпочала процес пошуку відповідного місця та найняла ландшафтно-архітектурну фірму Olmsted, Olmsted & Eliot з Бостона. Комітет у складі Роберта С. Брукінґса, промисловця Генрі Вер Еліота та Вільяма Г'юза знайшов ділянку площею 41, 7 гектарів, що розташовувалась одразу за лісопарковою зоною Форест-Парк, який знаходився на захід від межі міста в окрузі Сент-Луїс. Вважалося, що висота землі нагадує Акрополь і надихнула неофіційну назву студмістечка — Hilltop, що з англійської перекладається як «Вершина холму». У 2006 році студмістечко було перейменовано на Денфорт-кампус на честь колишнього ректора Вільяма Г. Денфорта.
У 1899 році університет оголосив загальнодержавний конкурс проектів нового студмістечка. Відома філадельфійська фірма Cope & Stewardson (ті самі архітектори, які спроектували значну частину Пенсільванського університету та Принстонського університету) перемогла зі своїм планом ряду чотирикутних будівель в стилі колегіальної готики, натхненних Оксфордським і Кембриджським університетами.

### 20 століття

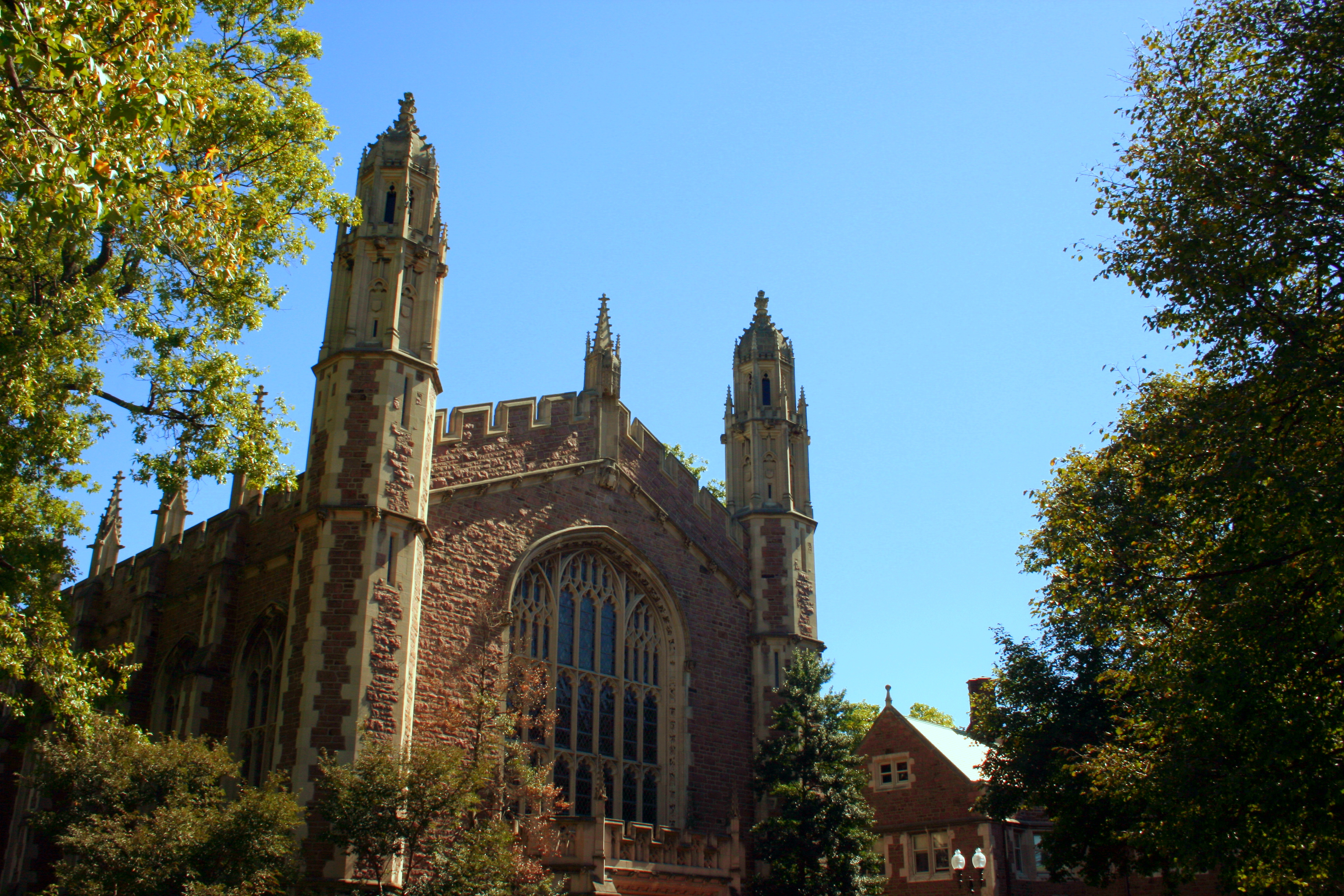
Каплиця Грема

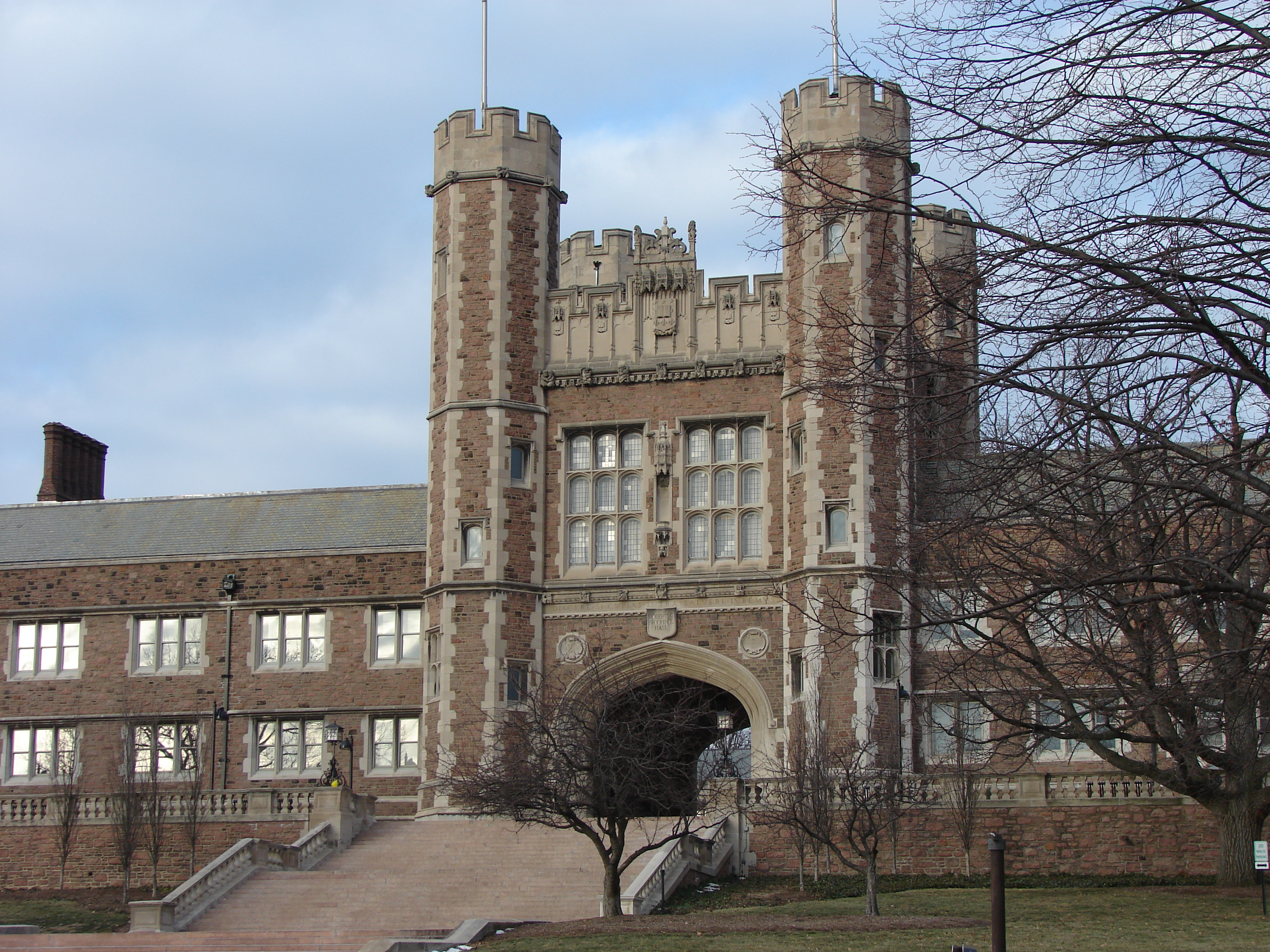
Брукінґс-хол

20 жовтня 1900 року відбулось закладення камню першої будівлі, Буш-холу. Невдовзі після цього почалося будівництво Брукінґс-холу, Ріджлі-холу та Каплз-холу.
Університет відклав заселення цих будівель до 1905 року для проведення Всесвітньої виставки 1904 року та літніх Олімпійських ігор 1904 року, що дозволило університету побудувати десять замість спочатку запланованих семи будівель. Початковий ансамбль будівель став зразком для будівництва Денфорт-кампусу; за деякими винятками, будівництво та розширення Денфорт-кампусу, а також вибір будівельних матеріалів відбувались за оригінальним планом філадельфійської фірми Cope & Stewardson.
В 1915 року було завершено будівництво нового медичного комплексу на вулиці Кінґс-Хайвей у теперішньому районі Сент-Луїса Центральний Вест-Енд. У 1918 році у Вашингтонському університеті почали навчання перші жінки-медичні студентки.
Під час Другої світової війни в рамках Мангеттенського проекту у Вашингтонському університеті використовувався циклотрон для виробництва невеликих кількостей нещодавно відкритого елемента плутонію за допомогою нейтронного бомбардування нітрату уранілу. Плутоній, вироблений там у 1942 році, був відправлений до металургійної лабораторії Чиказького університету, де команда Глена Сіборга використовувала його для вилучення, очищення та вивчення характеристик екзотичної речовини.
Пропрацювавши 22 роки в Чиказькому університеті, Комптон повернувся до Сент-Луїса в 1946 році, щоб стати дев'ятим ректором Вашингтонського університету. Комптон відновив футбольну команду Вашингтонського університету, заявивши, що відтепер у спортивні ігри гратимуть на «суворо аматорській» основі без спортивних стипендій. Під керівництвом Комптона кількість вступників до університету різко зросла, головним чином завдяки тому, що ветерани Другої світової війни користувалися своїми пільгами.
Десегрегація Вашингтонського університету почалася в 1947 році з Медичної школи та Школи соціальної роботи. Університет поклав край расовій сегрегації на своїх бакалаврських кафедрах у 1952 році. Таким чином, Вашингтонський університет став останнім місцевим вищим навчальним закладом, який здійснив десегрегацію. У 1940-х роках університет зіткнувся з критикою з боку місцевих афроамериканських засобів масової інформації, яка включала кампанію написання листів церквами, місцевою Міською лігою та юридичних звітів Національної асоціації сприяння прогресу кольорового населення, які прагнули позбавити університет безподаткового статусу.
У другій половині 20-го століття Вашингтонський університет перетворився з приміського коледжу на всесвітньо відомий заклад. У 1957 році почалося планування будівництва «Півдня 40» — комплексу сучасних гуртожитків, в яких переважно проживають першокурсники та деякі другокурсники.
Завдяки доступному в студмістечку житлу, університет, студентам якого доводилось їздити з інших ближніх місць, став привабливим для більшої кількості абітурієнтів з усієї країни. Вже в 1964 році більше двох третин нових студентів прибули з-за меж Сент-Луїса.
У 1971 році опікунська рада призначила ректором університету Вільяма Генрі Денфорта, який провів університет через соціальну та фінансову кризу 1970-х років, зміцнив медичну школу та покращив часто напружені відносини між університетом та громадою Сент-Луїса. Під головуванням Денфорта було створено 70 нових професорських посад, побудовано десятки будівель, залучено фінансування у розмірі 1,72 мільярда доларів США та втричі збільшено суму студентських стипендій.
В 1976 році Опікунська рада університету вирішила додати до назви університету фразу «в Сент-Луїсі», щоб університет краще вирізнявся у національних ЗМІ.
У 1995 році Марк С. Райтон, колишній ректор Массачусетського технологічного інституту, був обраний 14-м ректором університету. Під час перебування Райтона на посаді ректора кількість заявок на вступ до бакалаврату Вашингтонського університету зросла більш ніж удвічі. З 1995 року до університету приєдналось понад 190 професорів, було оновлено навчальний план із гуманітарних і природничих наук, а також завершено будівництво понад 30 нових будівель.

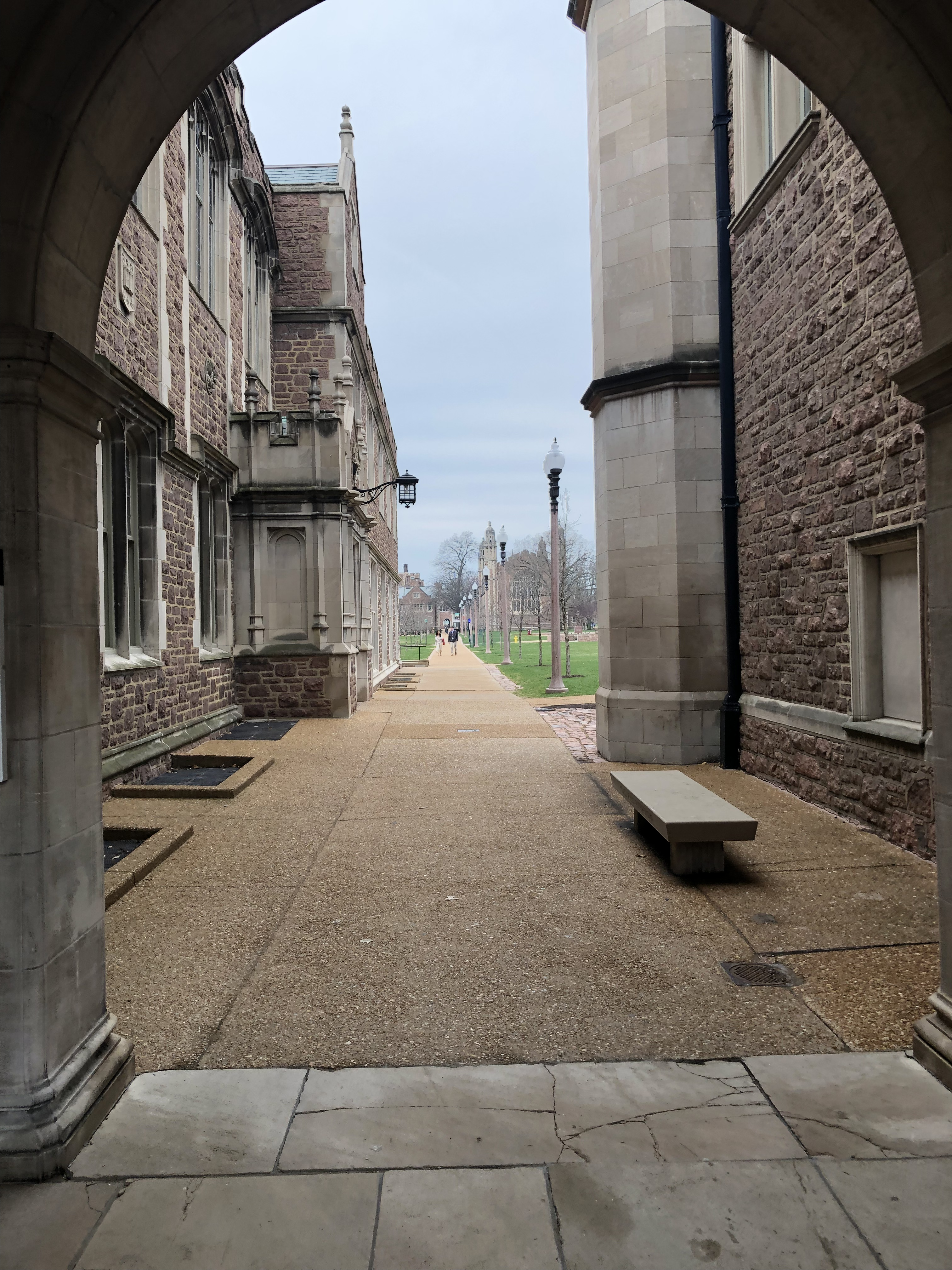
Будівлі Денфорт-кампусу

### 21 століття
У 2002 році Вашингтонський університет став співзасновником інноваційної спільноти Cortex у сент-луїському районі Мідтаун. Cortex є найбільшим інноваційним центром на Середньому Заході, де розташовані офіси компаній Square Inc., Microsoft, Aon, Boeing і Centene. Інноваційний центр за 14 років створив понад 3800 технологічних робочих місць.
У 2005 році Вашингтонський університет заснував Макдоннелську Міжнародну наукову академію — міжнародну мережу провідних дослідницьких університетів, з початковим внеском у розмірі 10 мільйонів доларів від американського бізнесмена Джона Ф. МакДоннела. Академія, яка обирає вчених із 35 університетів-партнерів по всьому світу, була створена для формування когорти майбутніх лідерів, зміцнення зв'язків із провідними іноземними університетами та сприяння глобальній обізнаності та соціальній відповідальності.
У жовтні 2021 року Вашингтонський університет оголосив, що додатково інвестує 1 мільярд доларів у фінансову допомогу студентам. Університет практикує зарахування студентів без врахування їхніх фінансових можливостей і задовольняє 100 % підтверджених потреб зарахованих студентів. Нова ініціатива фінансової допомоги під назвою «Ворота до успіху» включала 800 мільйонів доларів США у вигляді цільового фінансування вступників на бакалаврат, тобто університет не враховуватиме фінансову ситуацію абітурієнта, приймаючи рішення щодо вступу, але задовольнить 100 % продемонстрованих фінансових потреб зарахованих студентів. Ще 200 мільйонів доларів буде виділено на фінансову допомогу для аспірантів і студентів-спеціалістів Браунівської школи, Школи права та Медичної школи, а також у студентів сферах бізнесу, інженерії, мистецтва та архітектури, гуманітарних і природничих наук.
У 2022 році Вашингтонський університет був одним із 10 університетів, обраних для приєднання до програми Kessler Scholars Collaborative, яка надає підтримку обраним студентам наукових, технічних, інженерних та математичних спеціальностей, які є студентами вищих навчальних закладів в першому поколінні та які підходять під критерії для отримання субсидії Пелл-Ґрант.
У 2022 році Вашингтонський університет розробив безголкову назальну вакцину для боротьби з COVID-19.

### Президентські та віце-президентські дебати
Вашингтонський університет обирався Комісією з президентських дебатів для проведення більшої кількості президентських і віце-президентських дебатів, ніж будь-який інший навчальний заклад в історії.

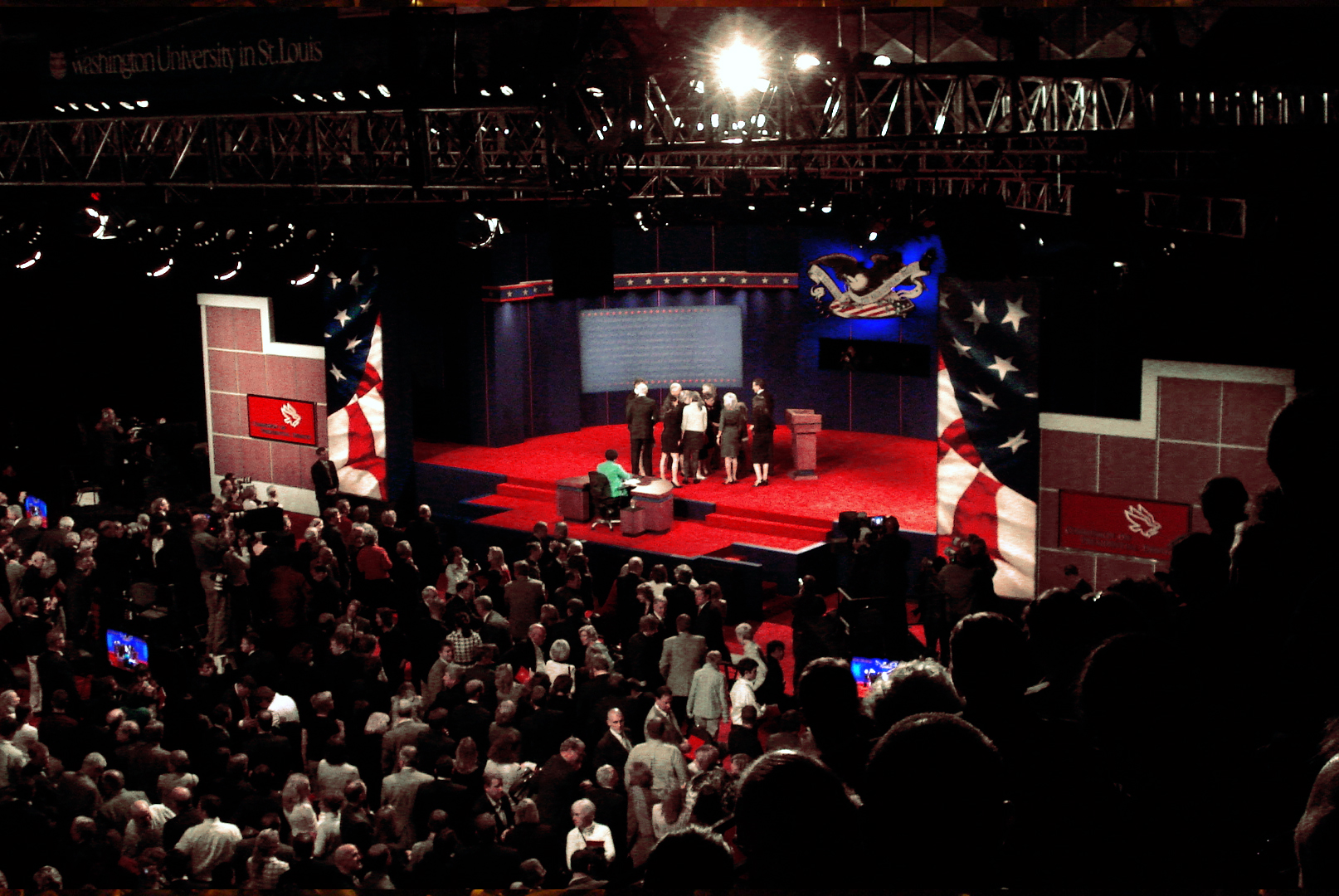
Віце-президентські дебати 2008 року у Вашингтонському університеті

Президентські дебати в університетському студмістечку проходили 4 рази, а віце-президентські — 1 раз: перші президентські дебати 1992 року відбулися 11 жовтня 1992 року, треті президентські дебати 2000 року відбулися 17 жовтня, другі президентські дебати 2004 року відбулися в жовтні 8, єдині віце-президентські дебати 2008 року між Джо Байденом і Сарою Пейлін 2 жовтня та другі президентські дебати 2016 року 9 жовтня. Університет мав провести дебати в 1996 році, але ці дебати було скасовано, у зв'язку з тим, що кількість запланованих дебатів скоротили до двох.
Всупереч думці більшості студентів, університет вирішив не ставати місцем проведення президентських дебатів 2020 року.

## Рейтинги
В рейтингу американських університетів на 2024 рік, що складається виданням US News & World Report, Вашингтонський університет у Сент-Луїсі посів 24 місце. В рейтингу «Навчальний заклад з найкращою цінністю», який також складається US News & World Report, університет обійняв 18 місце. В рейтингу навчальних закладів з найкращою програмою з інжинірингу, що також складається US News & World Report, університет посів 46 місце. Крім того, університет посів 26 місце в рейтингу навчальних програм з економіки для студентів бакалаврату, 51 місце — в рейтингу досвід першокурсників, 48 місце — в рейтингу викладання для студентів бакалаврату.
В рейтингу видання Forbes за 2023 рік університет посів 40 місце. В рейтингу американських університетів видання Washington Monthly за 2023 рік університет посів 27 місце. В рейтингу коледжів на 2024 рік, що складається виданням The Wall Street Journal, університет посів 26 місце.

## Студмістечка (кампуси)

### Денфорт-кампус
Університетський Денфорт-кампус площею 169 акрів межує з лісопарковою зоною Форест-Парк Сент-Луїса та Клейтона та Юніверсіті-Сіті, Міссурі.

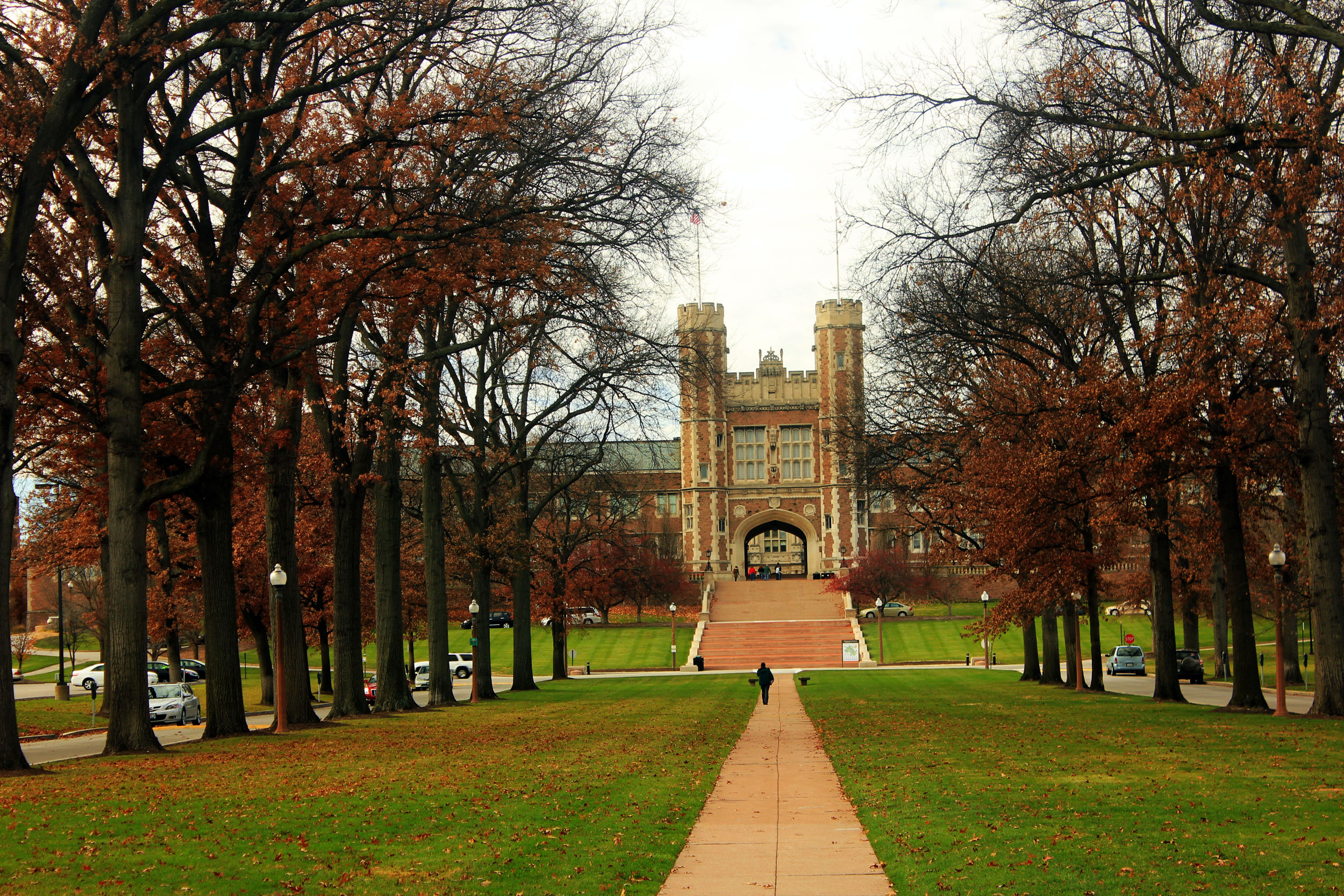
Вид на Денфорт-кампус

Велика частина Денфорт-кампусу визнана історичним районом Гілтоп-кампусу Вашингтонського університету, якому 27 лютого 1987 р. надано статус національної історичної пам'ятки

#### Гефардський інститут співпраці з громадськістю
Інститут заснований завдяки великому грошовому внеску колишнього конгресмена США Річарда Гефардта. Серед основних напрямів діяльності Гефардського інституту: запрошення спікерів, стажування та послуги з працевлаштування, надання грошової підтримки викладачам і студентам для викладання та навчання в місцевій громаді, підтримка спільних заходів із громадськими службами та програма літніх стипендій, де університет фінансово підтримує студентів, які проходять безоплатну практику у сфері державної служби.

#### Художній музей Мілдред Лейн Кемпер

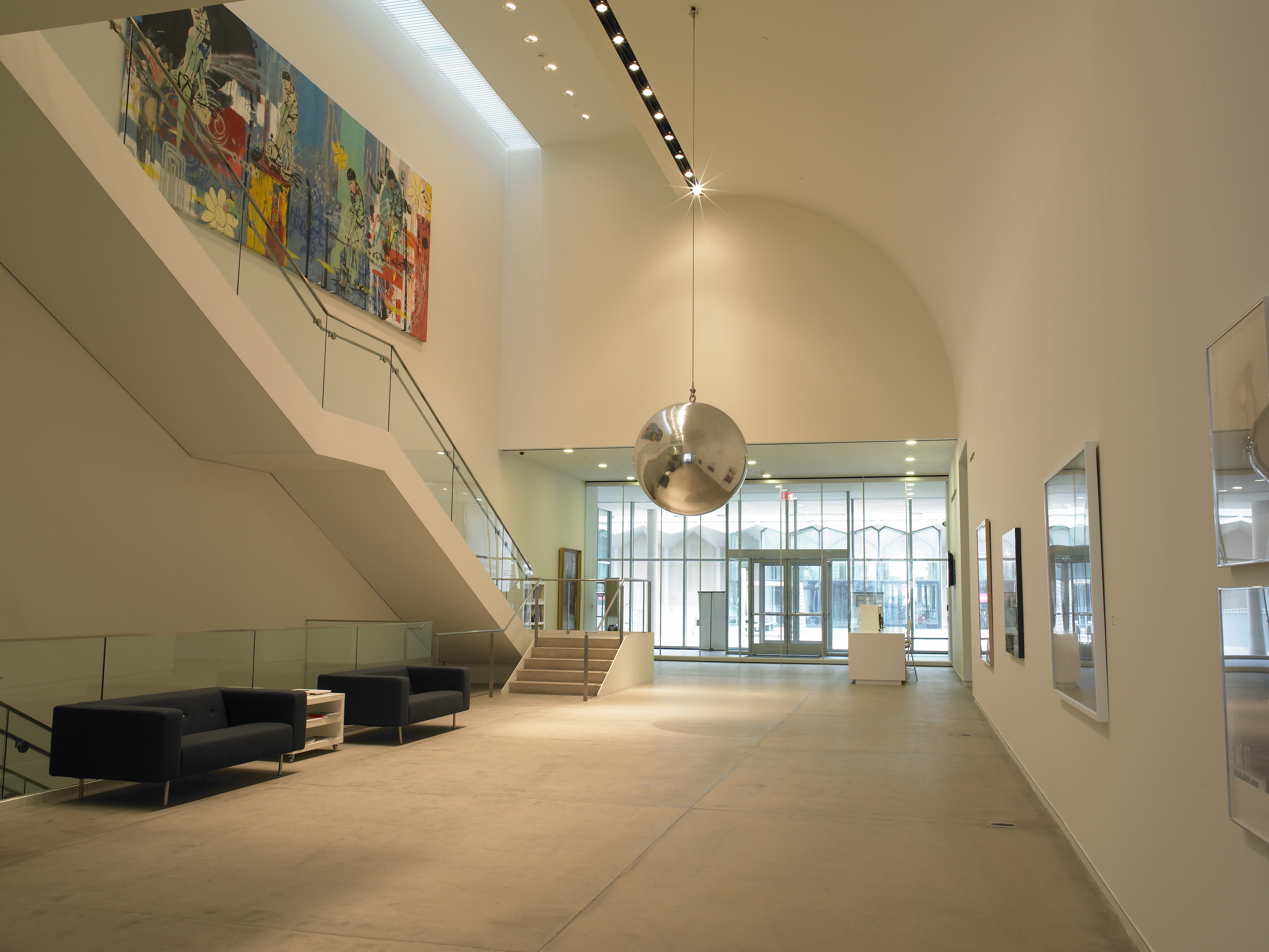
Інтер'єр художнього музею Мілдред Лейн Кемпер

Художній музей Мілдред Лейн Кемпер, заснований у 1881 році, є одним із найстаріших навчальних музеїв у країні. Колекція включає роботи американських і європейських художників 19, 20 і 21 століть, зокрема Джорджа Калеба Бінгема, Томаса Коула, Пабло Пікассо, Макса Ернста, Александра Колдера, Джексона Поллока, Рембрандта, Роберта Раушенберга, Барбари Крюгер і Крістіана Болтанскі.
Також у комплексі розміщується Музей грошей Ньюмана, де виставлена колекція американського нумізмата Еріка П. Ньюмана. У жовтні 2006 року Художній музей Кемпер переїхав зі свого попереднього місця, Стайнберґ-холу, до нового приміщення, спроектованого колишнім викладачем Вашингтонського університету Фуміхіко Макі. Художній музей Кемпер розташований прямо навпроти Стайнберґ-холу, який був першою роботою Макі, виконаною на замовлення.

### Медичний кампус

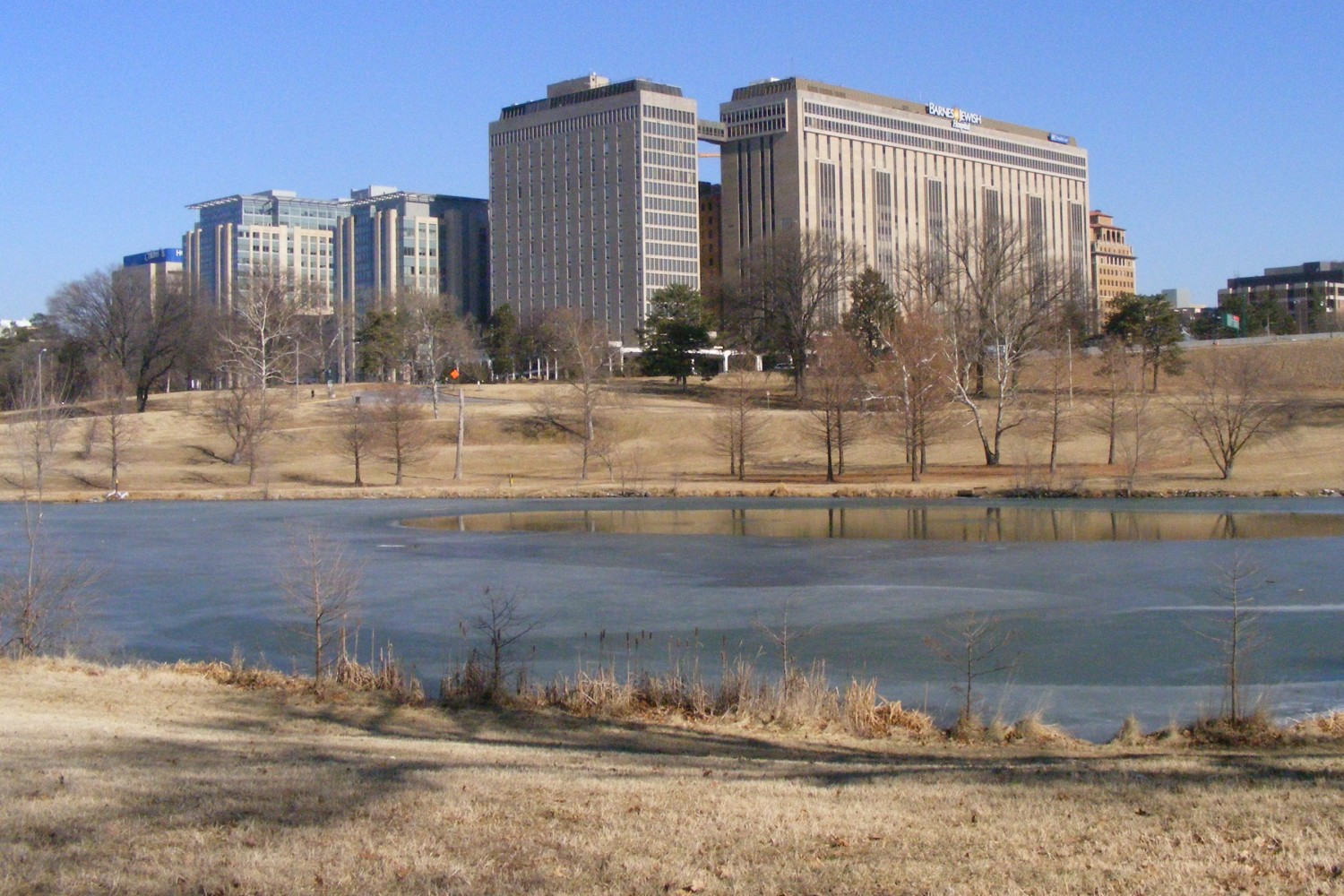
Вид на Медичний центр Вашингтонського університету з Форест-Парку

Медичний центр Вашингтонського університету займає територію площею 75,3 гектари, що розтягнулась на 18 міських кварталів, розташованих уздовж східного краю Форест-Парку в центральному районі Вест-Енд у Сент-Луїсі. У кампусі розташована Медична школа Вашингтонського університету та пов'язані з нею навчальні лікарні.
У 2019 році Вашингтонський університет отримав грант у розмірі 7,6 мільйона доларів США від Національного інституту раку на створення Наукового центру впровадження боротьби з раком для усунення розбіжностей у лікуванні онкологічних захворювань у частинах Міссурі та Іллінойсу. У 2022 році Інститут клінічних і трансляційних наук Вашингтонського університету отримав п'ятирічний грант у розмірі 61 мільйон доларів від Національного центру розвитку трансляційних наук Національного інституту охорони здоров'я, щоб зосередитися на персоналізованій медицині, рівності в охороні здоров'я та різноманітності.

### Тайсонівський дослідницький центр
Тайсонівський дослідницький центр займає територію площею 795 гектарів польової станції, розташованої на захід від Сент-Луїса на річці Мерамек. Вашингтонський університет отримав цю територію як надлишкову власність від федерального уряду в 1963 році. Дослідницький центр використовується університетом як біологічна польова науково-дослідницька станція та науково-освітній центр.

### Інші кампуси
В Північному та Західному кампусах Вашингтонського університету в основному розташовуються адміністративні будівлі. Північний кампус розташований у Сент-Луїсі біля району Делмар-Луп. Територія Північного кампусу разом із будівлею була придбана в 2004 році. Раніше тут розташовувалась фабрика з пошиття форменого одягу. На території північного кампусу розташовані кілька адміністративних відділів університету, а також складські приміщення.Західний кампус розташований на відстані приблизно 1,6 кілометрів на захід від Денфорт-кампусу у Клейтоні, штат Міссурі, і в основному складається з чотириповерхової будівлі колишнього універмагу, де переважно розташовані адміністративні приміщення. Раніше в будівлі Вест-кампус розташовувалась клейтонська філія універмагу Famous-Barr. Університет придбав цю будівлю та прилеглу парковку в 1990 році та розпочав серію реновацій.

## Навчання

### Гуманітарні та природничі науки

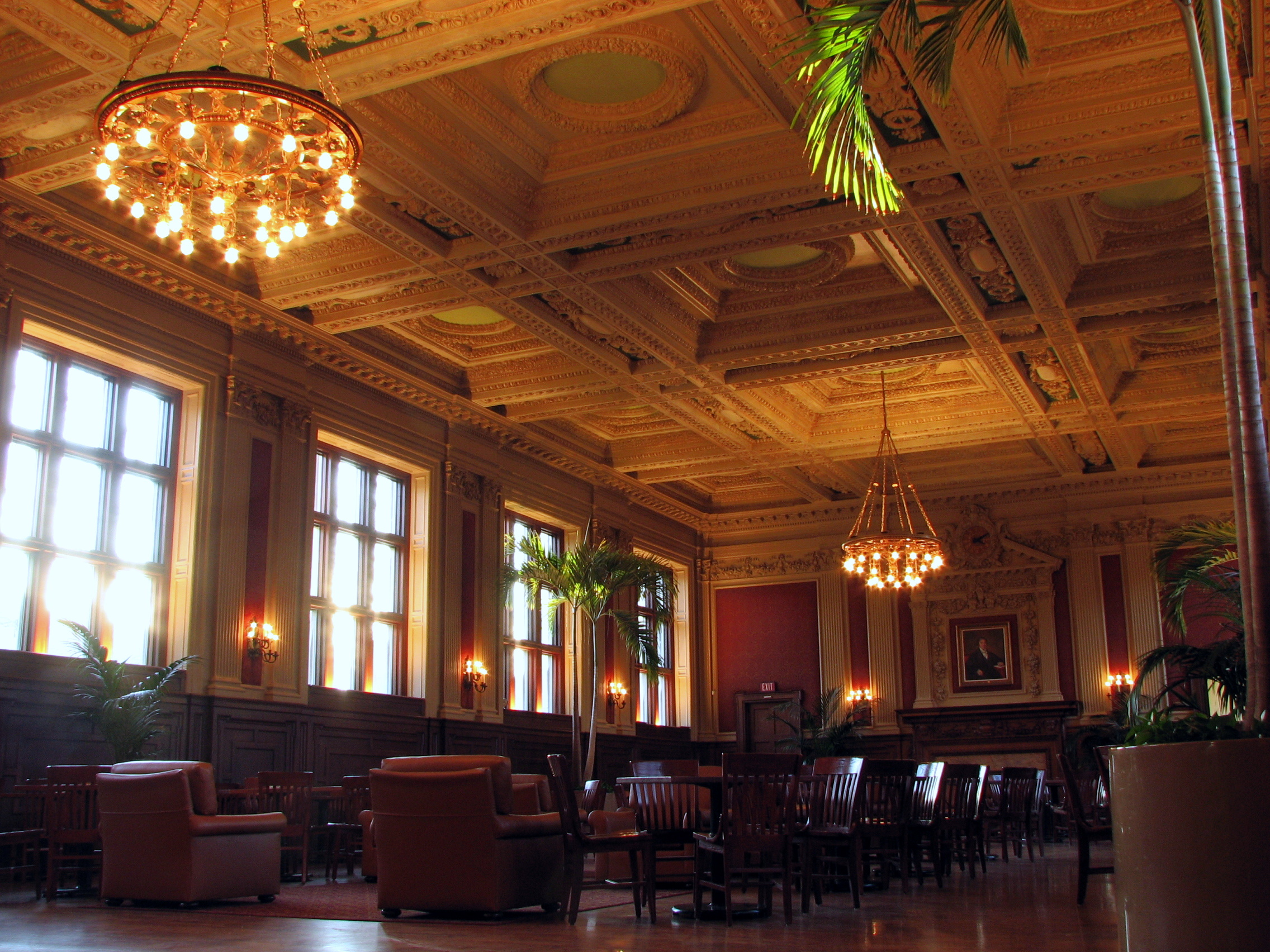
Голмс-лаундж, центральний читальний зал, де студенти можуть навчатися

Коледж гуманітарних і природничих наук є центральним підрозділом бакалаврату університету, який складається з 330 штатних і постійних викладачів, а також понад 100 вчених-дослідників, викладачів, митців і запрошених лекторів, які обслуговують понад 3700 студентів у 40 академічних кафедрах, поділених за напрямами на кафедри гуманітарних наук, соціальних наук та природничих наук та математики. Середній розмір навчальної групи в Коледжі гуманітарних та природничих наук складає 18 студентів, при цьому понад 80 % навчальних груп мають менше 24 студентів. Майже половина студентських класів налічує менше 10 студентів. Співвідношення студентів і викладачів становить 7:1.
Коледж гуманітарних і природничих наук пропонує курси більш ніж дванадцяти мов, включаючи арабську, іврит, іспанську, німецьку, французьку, суахілі, китайську, японську, корейську, російську, грецьку, італійську, гінді, португальську та латину. Школа безперервної та професійної освіти також пропонує заняття зі шведської, в'єтнамської, ірландської та чеської мов.

### Бізнес
Заснована як школа комерції та фінансів у 1917 році, Оліновська бізнес-школа була названа на честь підприємця Джона М. Оліна в 1988 році. Серед академічних програм школи — програма бакалавра наук ділового адміністрування, програма Магістра ділового адміністрування, програма професійного магістра ділового адміністрування, програма Магістра ділового адміністрування для керівників компаній, програма Магістра наук з фінансів, програма Магістра наук з управління системою постачання, Магістр наук з аналізу поведінки споживачів, Магістр бухгалтерського обліку, програма для отримання подвійного ступеню Глобального Магістра фінансів, а також докторські програми та бездипломні програми навчання для керівників компаній. У 2002 році в Шанхаї у співпраці з Фуданським університетом було створено програму Магістра ділового адміністрування.

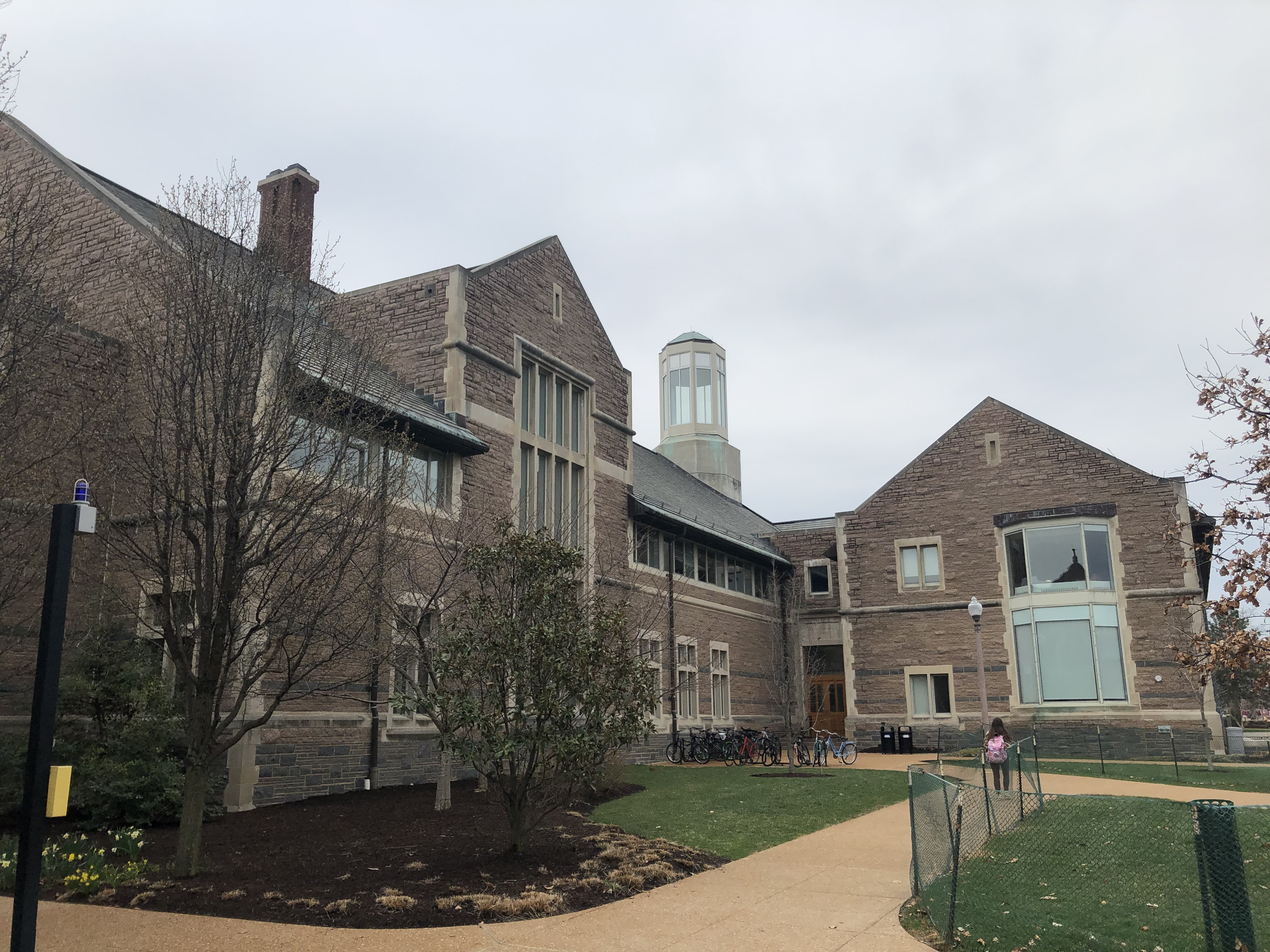
Саймон-хол є частиною Оліновської бізнес-школи.

По всьому світу нараховується понад 16 000 випускників Оліновської бізнес-школи. За останні кілька років фонд бізнес-школи зріс до 213 мільйонів доларів (2004), а щорічні внески становлять у середньому 12 мільйонів доларів на рік.
Студенти програми бакалавра наук ділового адміністрування проходять 40–60 % своїх курсів у бізнес-школі та можуть обрати спеціальність у восьми сферах: бухгалтерський облік, підприємництво, фінанси, менеджмент охорони здоров'я, маркетинг, управлінська економіка та стратегія, організація та людські ресурси, міжнародний бізнес, і керування ланцюгом постачання. Аспіранти можуть отримати ступінь магістра ділового адміністрування, навчаючись на денній формі або заочній формі. Студенти також можуть вивчати факультативні курси з інших дисциплін Вашингтонського університету, включаючи право та багато інших галузей.

### Школа дизайну та образотворчих мистецтв

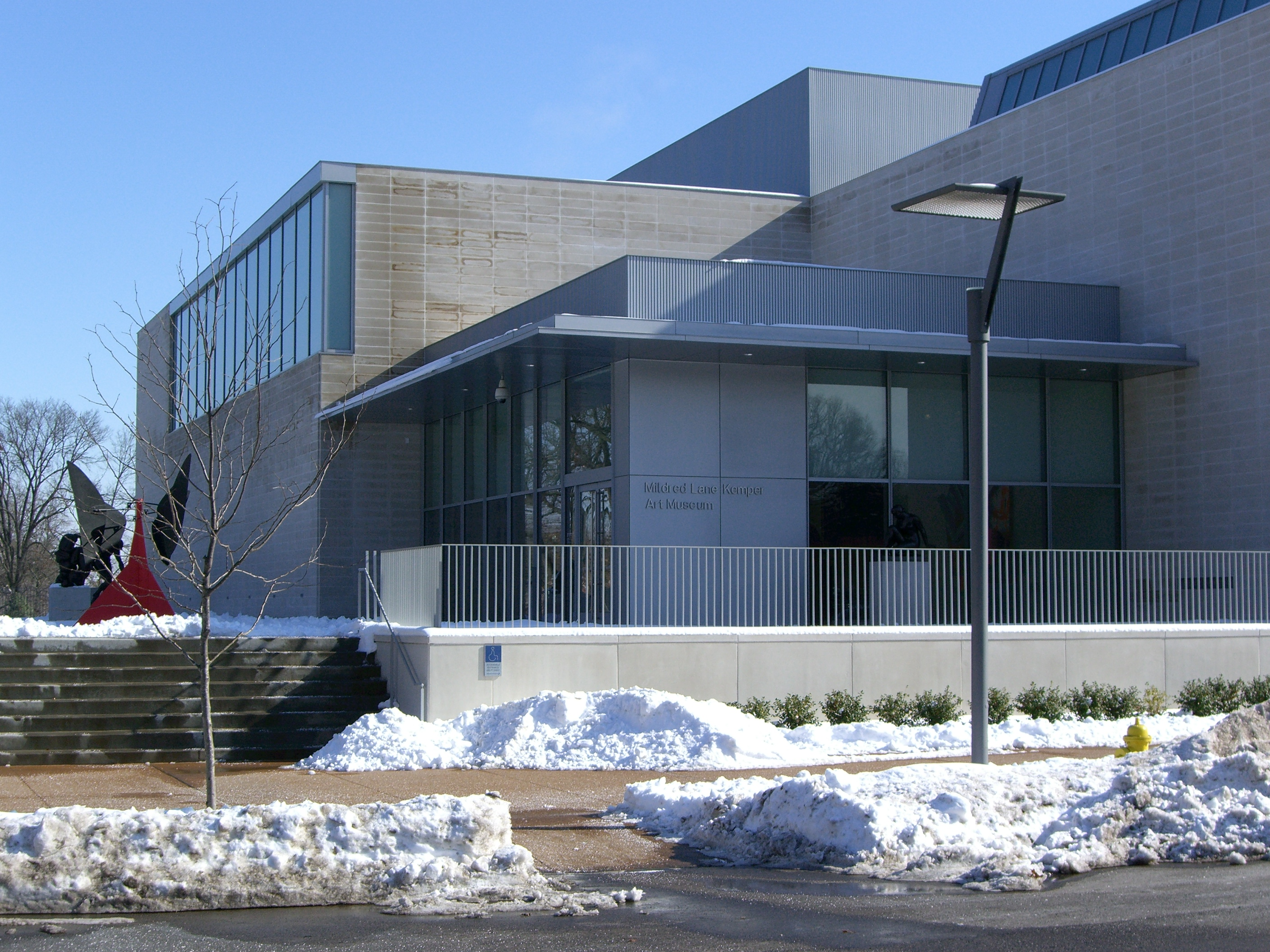
Художній музей Мілдред Лейн Кемпер

Школу дизайну та образотворчого мистецтва імені Сема Фокса було засновано в 2006 році шляхом об'єднання кафедр архітектури та мистецтва з університетським музеєм. До складу школи входять:
- Архітектурний коледж
- Вища школа архітектури та міського дизайну
- Коледж мистецтв
- Вища школа мистецтв
- Художній музей Мілдред Лейн Кемпер, який вважається однією з найвидатніших університетських колекцій мистецтва в країні.[79]

### Маккелвівська Інженерна школа

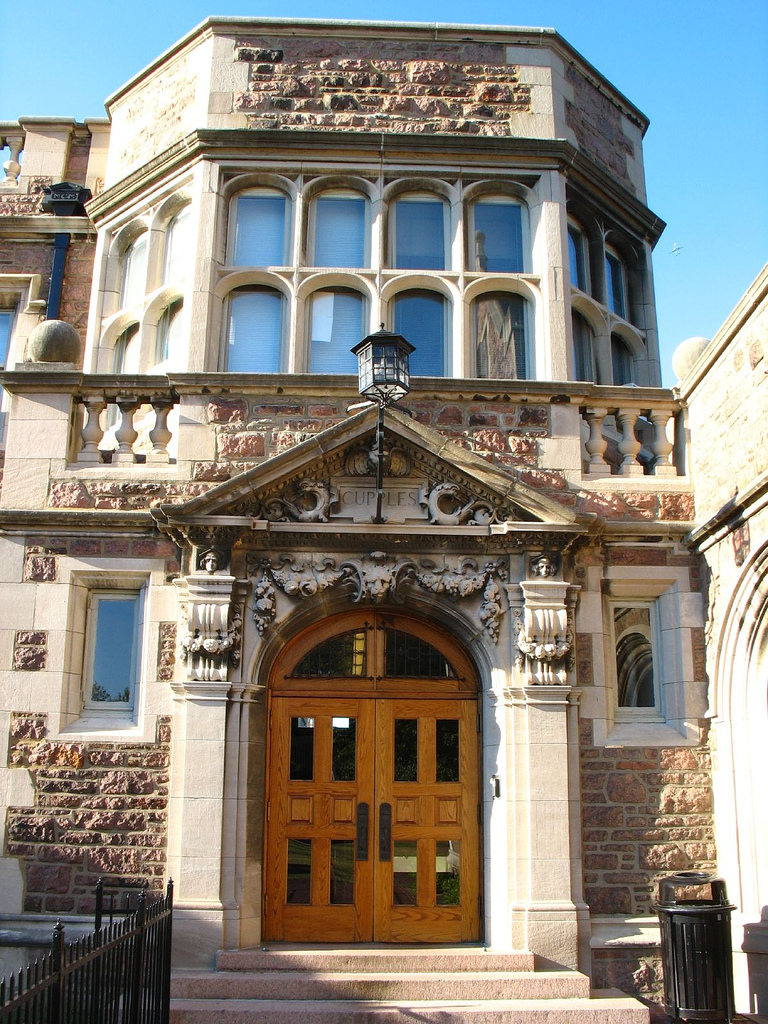
Каплз-хол

Школа зосереджується на медицині та здоров'ї, енергетиці та навколишньому середовищі, підприємництві та безпеці.
31 січня 2019 року Школу інженерії та прикладних наук було перейменовано на Маккелвівську Інженерну школу. Це перейменування в честь шанованого опікуна та видатного випускника Джима Маккелві-молодшого, співзасновника компанії Square Inc., після його значного фінансового внеску.

### Школа безперервної та професійної освіти
У червні 2023 року Вашингтонський університет оголосив про перейменування та реконструкцію Університетського коледжу на Школу безперервної та професійної освіти. Школу було створено для дорослих учнях із фокусом на швидко зростаючих і високооплачуваних галузях, таких як аналіз даних, освіта, охорона здоров'я та менеджмент.

### Школа права

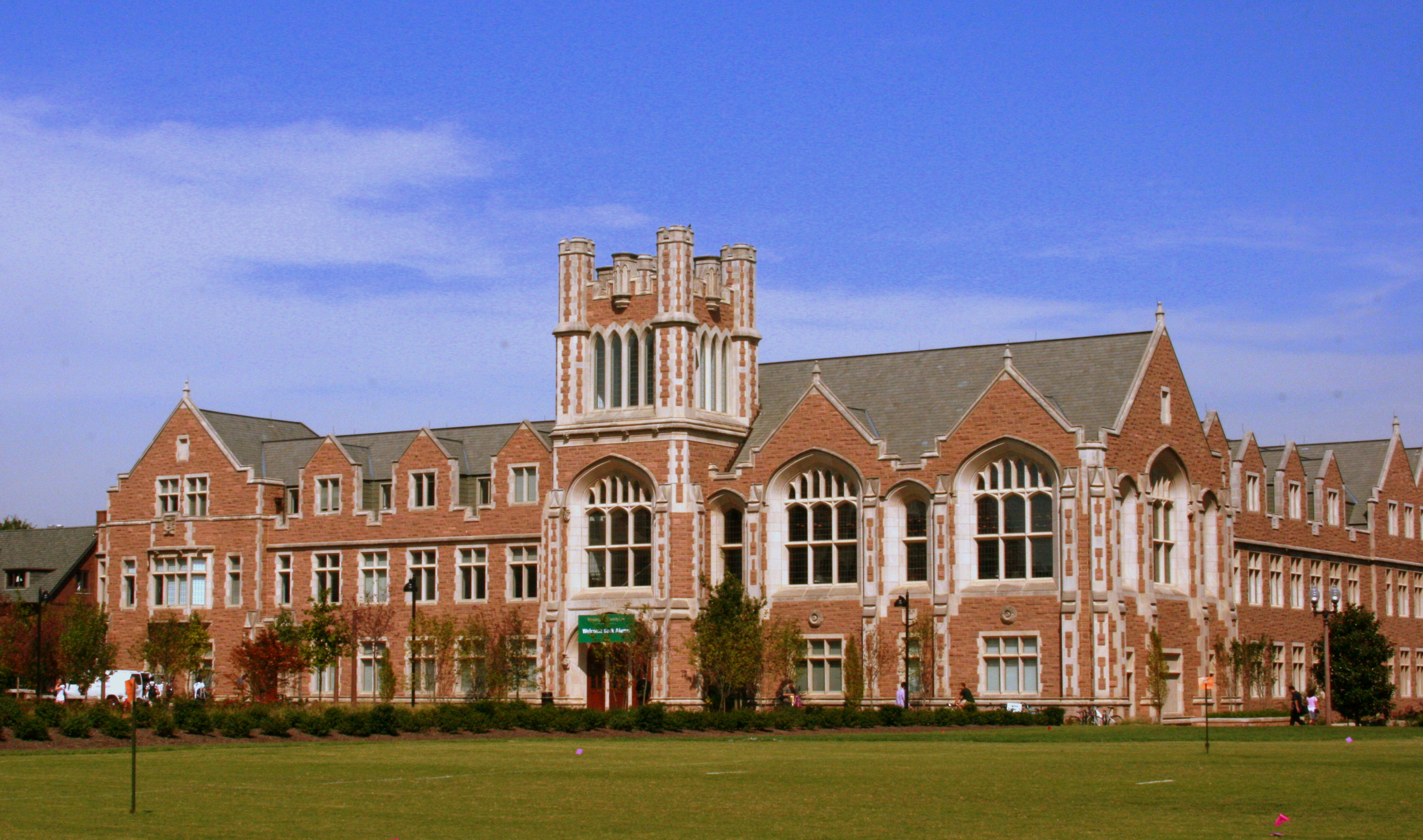
Буш-хол, будівля Школи права

Школа права Вашингтонського університету пропонує спільні програми з Оліновською бізнес-школою, Вищою школою гуманітарних і природничих наук, Медичною школою та Школою соціальної роботи. Також у Школі права можна отримати ступінь магістра права інтелектуальної власності та технологічного права, ступінь магістра права в сфері оподаткування, ступінь магістра права США для іноземних юристів, ступінь магістра юридичних наук та ступінь доктора права.

### Медична школа

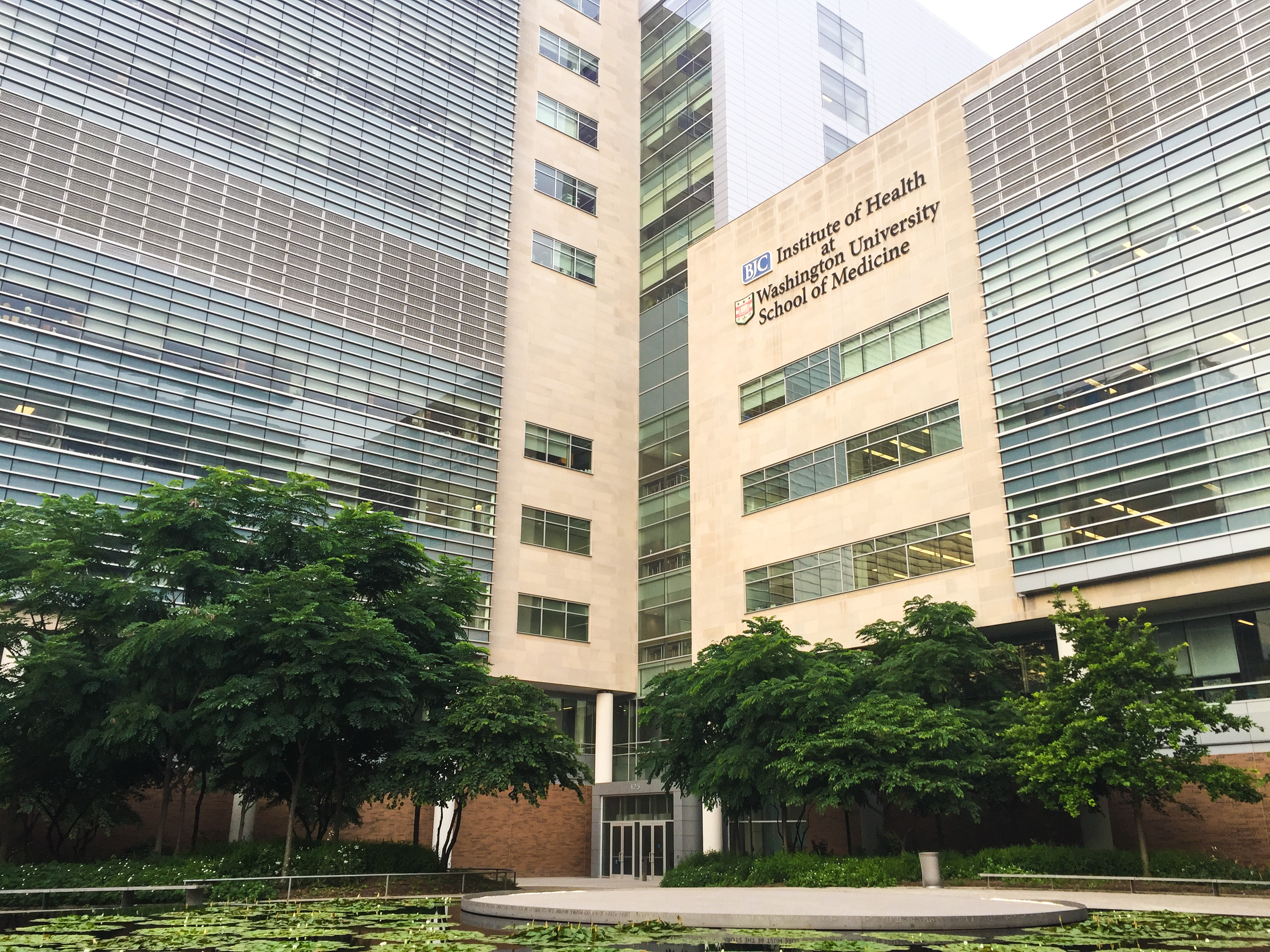
Медична школа Вашингтонського університету

Медична школа Вашингтонського університету була заснована в 1891 році. У рейтингу видання US News & World Report медичних шкіл США за 2021 рік вона посіла шосте місце у рейтингу досліджень та 31 місце за навчання первинній медичній допомозі. Макдоннелський Інститут генома (директор Річард К. Вілсон) розташований у Медичній школі Вашингтонського університету; це один із трьох головних центрів секвенування ДНК у США, які фінансуються Національним інститутом здоров'я США, і відіграв значну роль у проекті геному людини. У 2022 році Медична школа Вашингтонського університету посіла третє місце серед медичних шкіл США за обсягом отриманого від Національного інституту здоров'я фінансування.

### Соціальна робота та охорона здоров'я
Школу соціальної роботи імені Джорджа Воррена Брауна була заснована в 1925 році. Школа пропонує програми для здобуття наступних академічних ступенів: магістр соціальної роботи, магістр охорони здоров'я, доктор філософії в галузі соціальної роботи та доктор філософії в галузі охорони здоров'я. Школа була заснована Бетті Бофінгер Браун і названа на честь її чоловіка Джорджа Воррена Брауна, філантропа зі Сент-Луїса та співзасновника компанії з виробництва взуття Brown Shoe Company.

## Дослідження
Більше 60 % студентів беруть участь у наукових дослідженнях у всіх галузях; За даними Центру вимірювання ефективності університетів, Вашингтонський університет вважається одним із 10 найкращих приватних дослідницьких університетів у країні. Спеціальний офіс досліджень студентів бакалаврату розташований в Денфорт-кампусі і слугує ресурсом для публікації можливостей прийняття участі в дослідженнях, консультування студентів щодо пошуку відповідних посад, які відповідають їхнім інтересам, видання студентських наукових журналів та надання грантів на дослідження, щоб фінансово уможливити проведення досліджень.

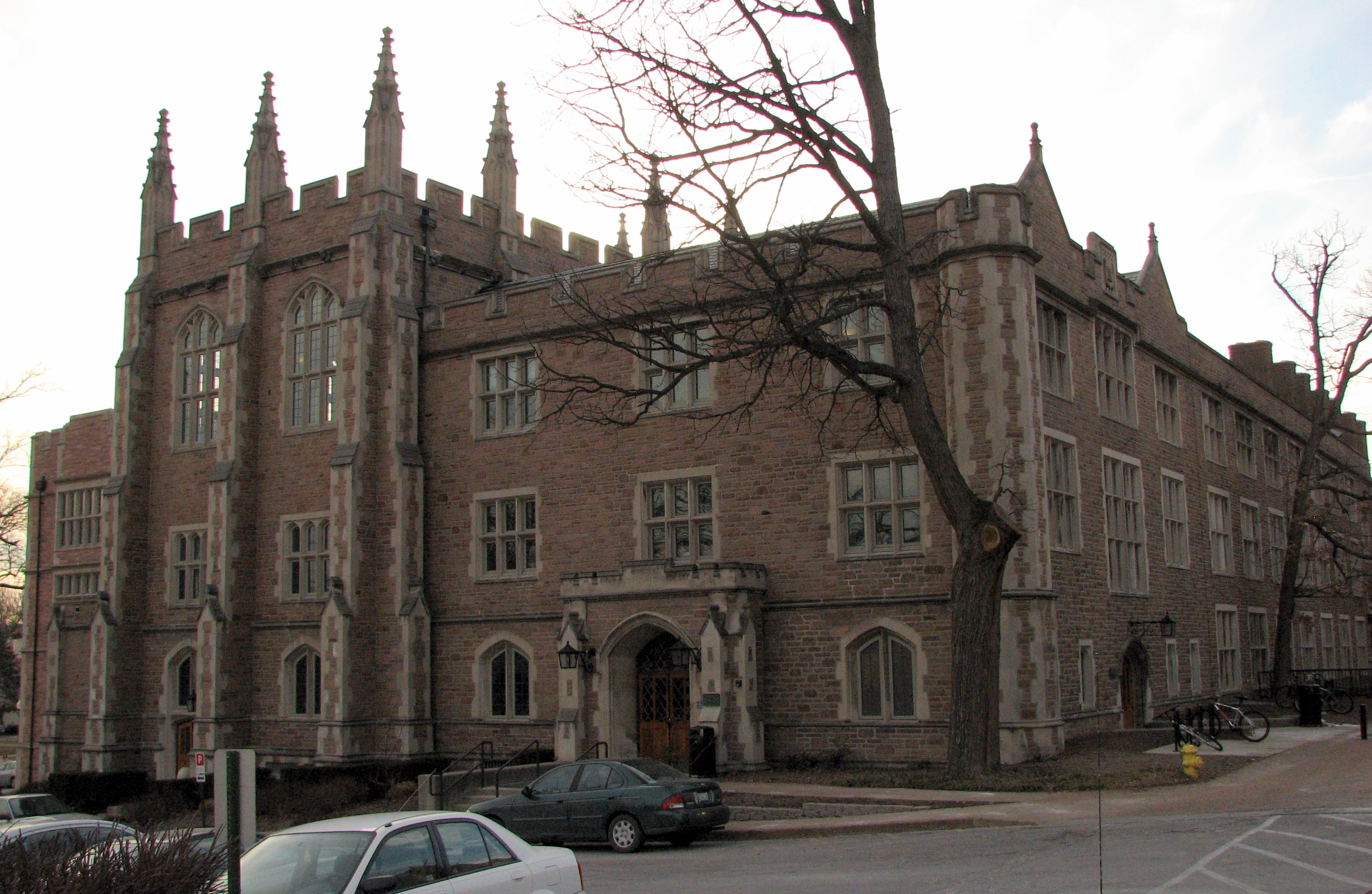
Браун-хол

За даними Національного наукового фонду, у 2021 році Вашингтонський університет витратив 989 мільйонів доларів на дослідження та розробки, таким чином, посівши 25 місце в країні. Університет має понад 150 винаходів, профінансованих Національним інститутом охорони здоров'я, багато з них ліцензовані приватними компаніями. Урядові установи та некомерційні фонди, такі як Національний інститут охорони здоров'я, Міністерство оборони США, Національний науковий фонд і НАСА, фінансово забезпечують більшість досліджень, причому Вашингтонський університет є одним із найбільших одержувачів грантів Національного інституту здоров'я з року в рік.
НАСА розміщує свій вузол системи планетарних даних геонаук в студмістечку Вашингтонського університету. Професори, студенти та дослідники активно брали участь у багатьох безпілотних місіях на Марс. Професор Реймонд Арвідсон був заступником головного дослідника місії Mars Exploration Rover і одним із дослідників роботизованого маніпулятора посадкового модуля космічного апарата Фенікс.
Професор Вашингтонського університету Джозеф Лоуенштайн за допомогою кількох студентів брав участь у редагуванні, анотуванні та створенні цифрового архіву першої за 100 років публікації колективних творів поета Едмунда Спенсера. На підтримку цього проекту був отриманий великий грант від Національного фонду гуманітарних наук.
У 2019 році Folding@Home, проект розподілених обчислень для виконання молекулярно-динамічного моделювання динаміки білка, було перенесено до Медичної школи Вашингтонського університету зі Стенфордського університету. Проект, який зараз очолює Ґреґ Боумен, використовує час простою центрального процесора персональних комп'ютерів, що належать волонтерам, для проведення досліджень згортання білка. Дослідження Folding@home в основному зосереджені на біомедичних проблемах, таких як хвороба Альцгеймера, злоякісні пухлини, коронавірусна хвороба 2019 і хвороба, викликана вірусом Ебола. У квітні 2020 року Folding@home стала першою у світі обчислювальною системою exaFLOP із максимальною продуктивністю 1,5 екзафлопс, що робить її більш ніж у сім разів швидшою за найшвидший у світі суперкомп'ютер Summit і потужнішою за 100 найкращих суперкомп'ютерів світу разом узятих.

### Макдоннелська міжнародна наукова академія
Макдоннелська міжнародна наукова академія — це альянс між університетами, який підтримує співпрацю в дослідженнях, розвиток спільних освітніх можливостей і проведення спільних дослідницьких конференцій. Програма названа на честь Джона Ф. МакДоннелла, який зробив початковий внесок в розмірі 10 мільйонів доларів для заснування академії в 2005 році Академія пропонує стипендіальну програму для іноземних студентів, які навчаються у Вашингтонському університеті. Основана місія академії полягає в тому, щоб, у партнерстві з іншими закладами світу, розвивати спільноту майбутніх світових лідерів. Вважається, що ця програма є першою у своєму роді в США.

## Бібліотеки

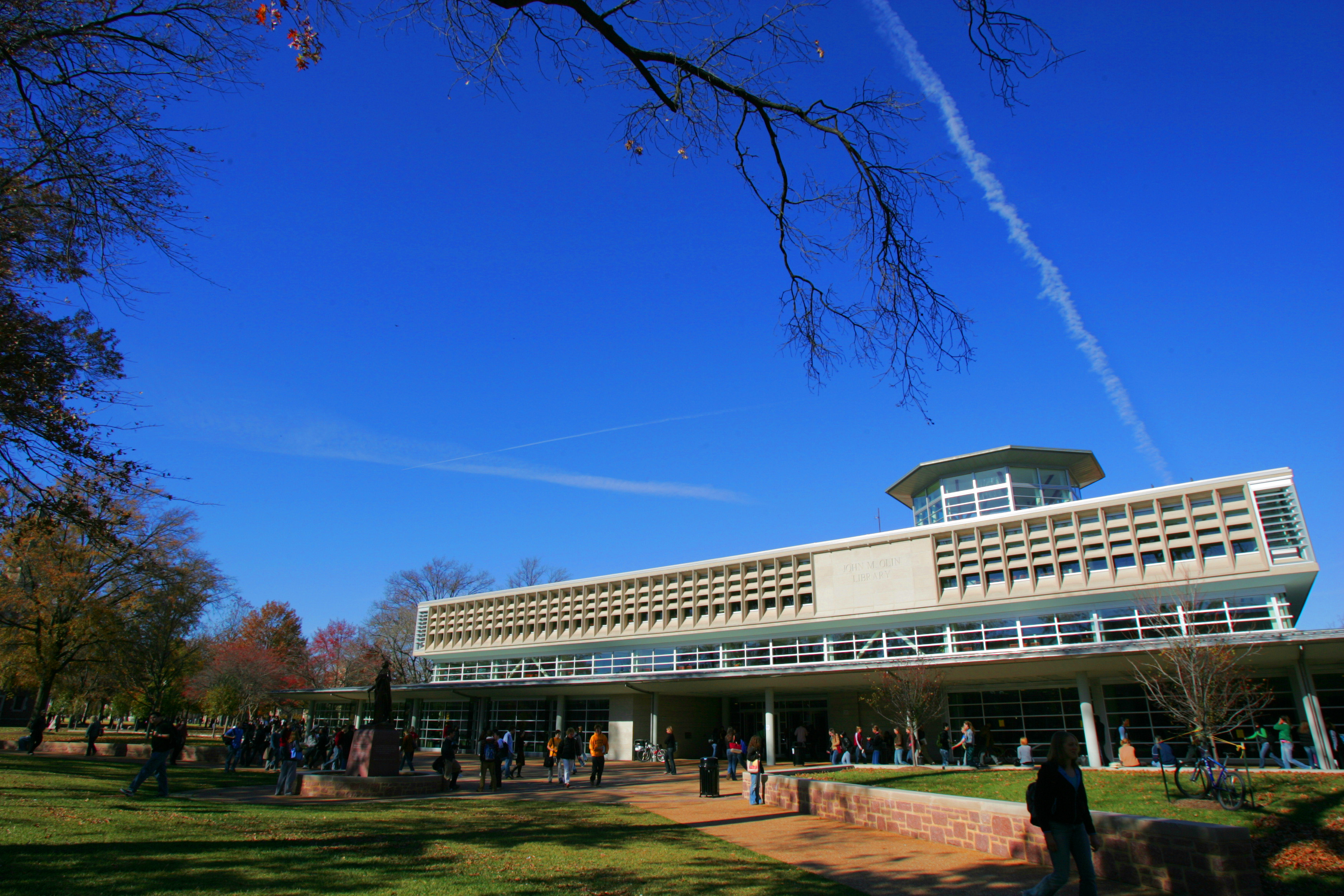
Оліновська бібліотека

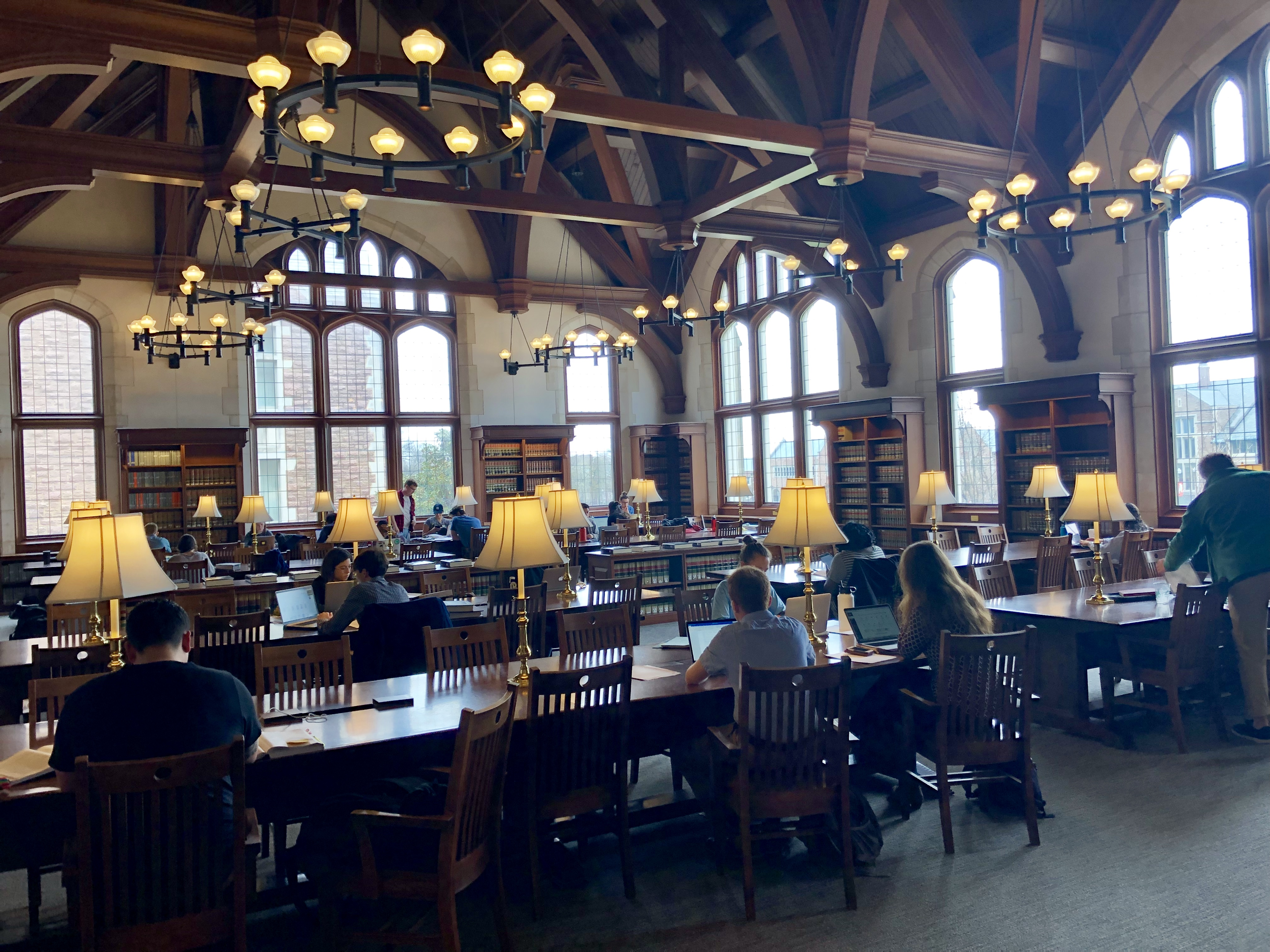
Читальний зал в Буш-холі

Бібліотечна система Вашингтонського університету складається з 12 бібліотека. Оліновська бібліотека, яка вважається головною бібліотекою, розташована в центрі Денфорт-кампусу. За даними Американської бібліотечної асоціації, це 44-та найбільша бібліотека в США за обсягом томів, що містить понад 5,3 мільйона томів. У 2020 році видання Princeton Review включив Оліновську бібліотеку до 10-ти найкращих університетських бібліотек США. Решта 11 бібліотек в системі включають:
- Кранцберґівська бібліотека мистецтва та архітектури
- Бізнес-бібліотека
- Хімічна бібліотека
- Східно-Азіатська бібліотека
- Юридична бібліотека
- Медична бібліотека Кеннета і Ненсі Бернард Бекер
- Музична бібліотека
- Бібліотека з фізики
- Бібліотека соціальної роботи
- Спеціальні колекції та архіви
- Бібліотека Західного кампусу

## Студентське життя

### Студентський колектив
У 2023 році Вашингтонський університет зарахував приблизно 16 550 студентів, які прибули з усіх 50 штатів США та понад 110 країн.
З 1832 студентів першого курсу, зарахованих восени 2023 року, 35 % були білими, 27 % були азійцями, 13 % були латиноамериканцями/іспаномовними, 12 % були темношкірими/афроамериканцями, 11 % були іноземцями, 1 % були індіанцями/корінними гавайцями/корінними жителями тихоокеанських островів і 1 % не ідентифікували себе; 52 % були жінками і 48 % були чоловіками.

### Студентські організації
В студмістечку Вашингтонського університету діє понад 300 студентських організацій. Більшість організацій засновані Студентською Спілкою Вашингтонського університету, в 2024 фінансовому році річний бюджет цих організацій склав 4,2 мільйони доларів США. Студентська спілка спонсорує широкомасштабні програми в студмістечку, включаючи семестровий концерт, безоплатне розповсюдження газет New York Times, USA Today та St. Louis Post-Dispatch через програму студентського читання. Спілка також фінансує університетське телебачення та радіостанцію.

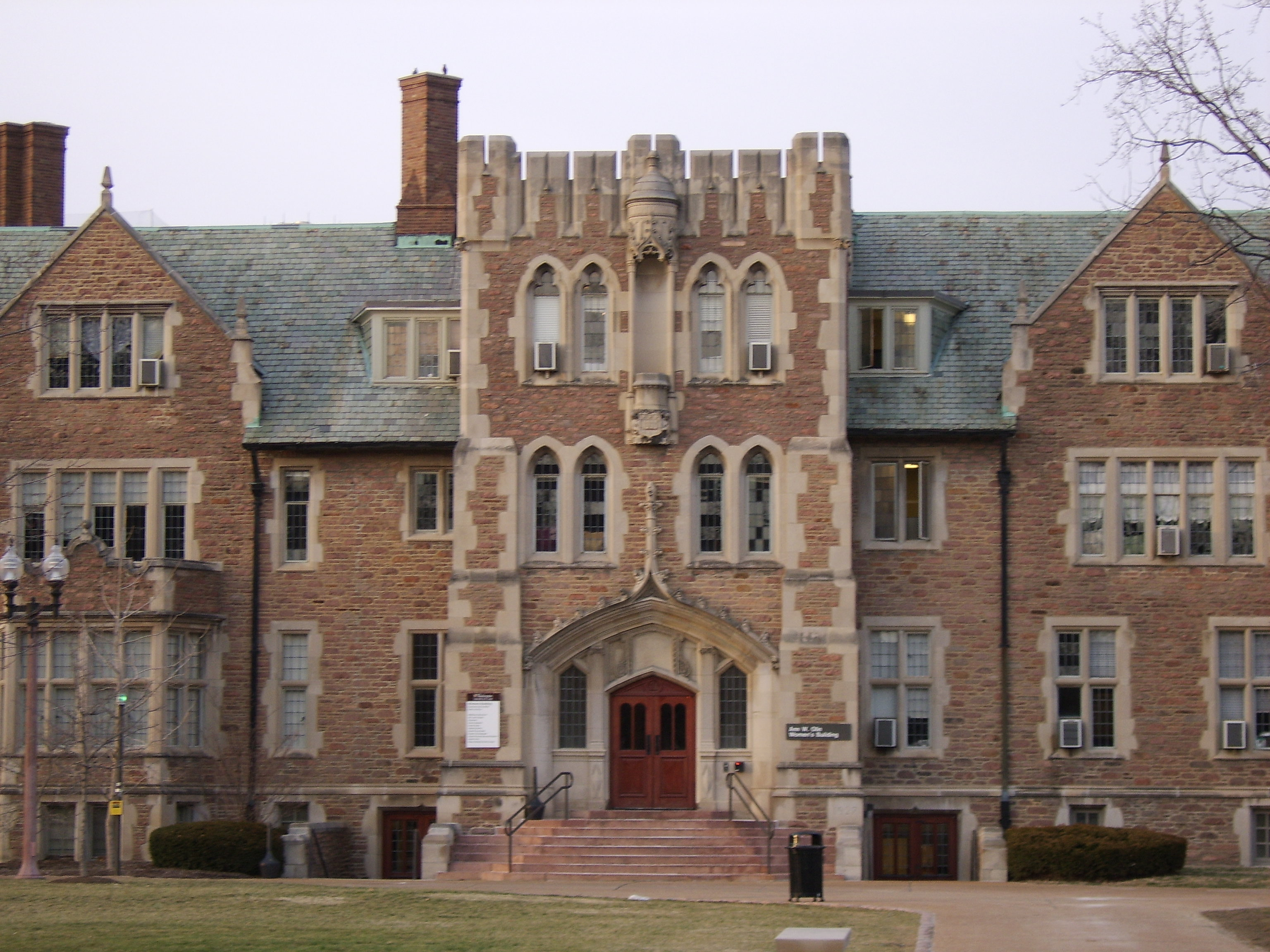
Жіночий корпус

У Вашингтонському університеті є велика кількість студентських музичних колективів, у тому числі 13 офіційних акапельних колективів. The Pikers, повністю чоловіча група, є найстарішою подібною групою в студмістечку. The Greenleafs, повністю жіноча група, є найстарішою (і єдиною) жіночою групою в студмістечку. The Mosaic Whispers, заснована в 1991 році, є найстарішою спільною групою в студмістечку. Ця група випустила 9 альбомів і їхні пісні були включені до кількох збірних альбомів, включаючи альбом Ben Folds Presents: University A Cappella! The Amateurs, група, пісні якої також увійшли до цього альбому, є ще одним акапельним гуртом, заснованим у студмістечку в 1991 році. Вони записали сім альбомів і багато гастролювали. After Dark — спільний акапельний гурт, заснований у 2001 році. Він випустив три альбоми та отримав кілька нагород неприбуткової організації «Сучасне акапельне товариство». У 2008 році група виступала на американському кабельному каналі MSNBC під час репортажів про віце-президентські дебати зі спеціально написаними піснями про Джо Байдена та Сару Пейлін.

### Братства та сестринства

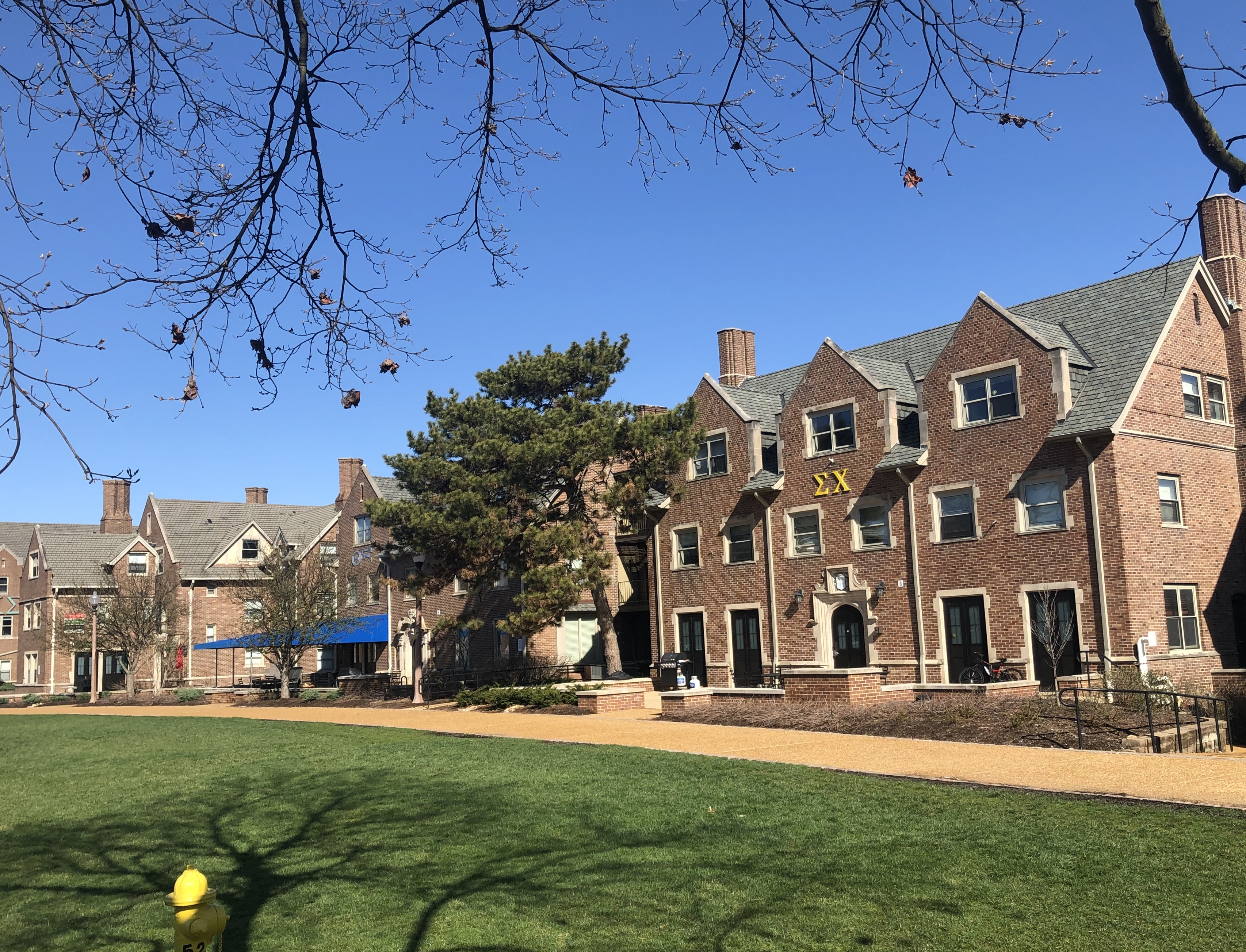
Будівлі братств

У Вашингтонському університеті діють одинадцять братств і дев'ять сестринств. У 2020 році велика кількість довічних членів, в основному з сестринств, назавжди деактивувала свої відділи внаслідок сприйманого систематичного гноблення, расизму та сексизму. Деякі студенти закликали до повного скасування братств та сестринств у студмістечку. Станом на весну 2021 року приблизно 14 % студентів брали участь братствах та сестринствах.

### Гуртожитки
Більшість гуртожитків у студмістечку розташовані у районі «Південь 40», названий через прилегле розташування на південній стороні Денфорт-кампусу. Це місце розташування всіх гуртожитків першокурсників, а також кількох гуртожитків другокурсників. Усі гуртожитки спільні для чоловіків та жінок. «Південь 40» організований як зручне для пішоходів середовище, де гуртожитки оточують центральний рекреаційний газон, відомий як Болото. В районі «Південь 40» розташовані найбільша їдальня в університетському містечку, центр здоров'я, офіс житлового фонду, штаб-квартира університетської поліції, різноманітні студентські підприємства, а також поля для бейсболу, софтболу та внутрішньоуніверситетських ігор.

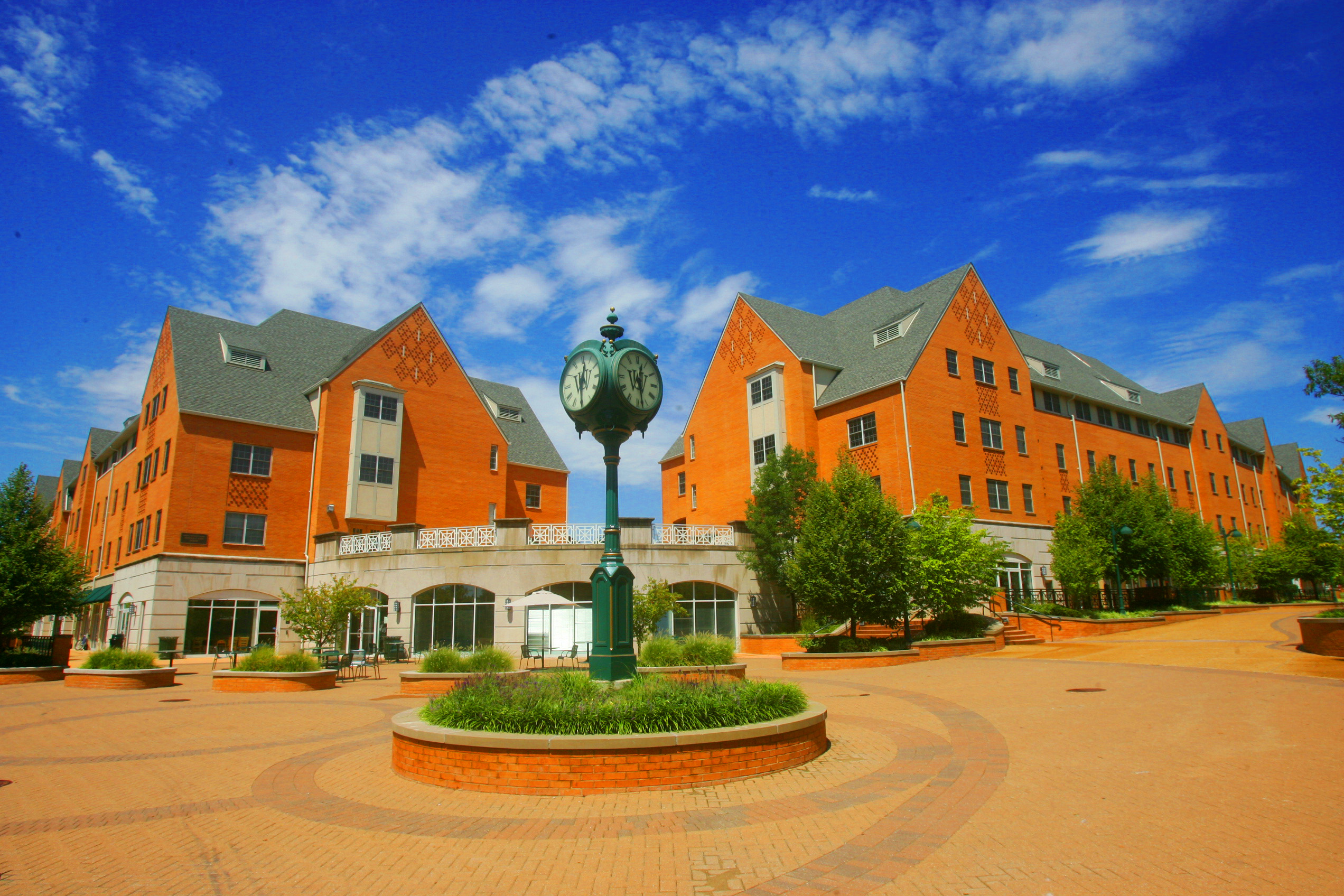
Південь 40

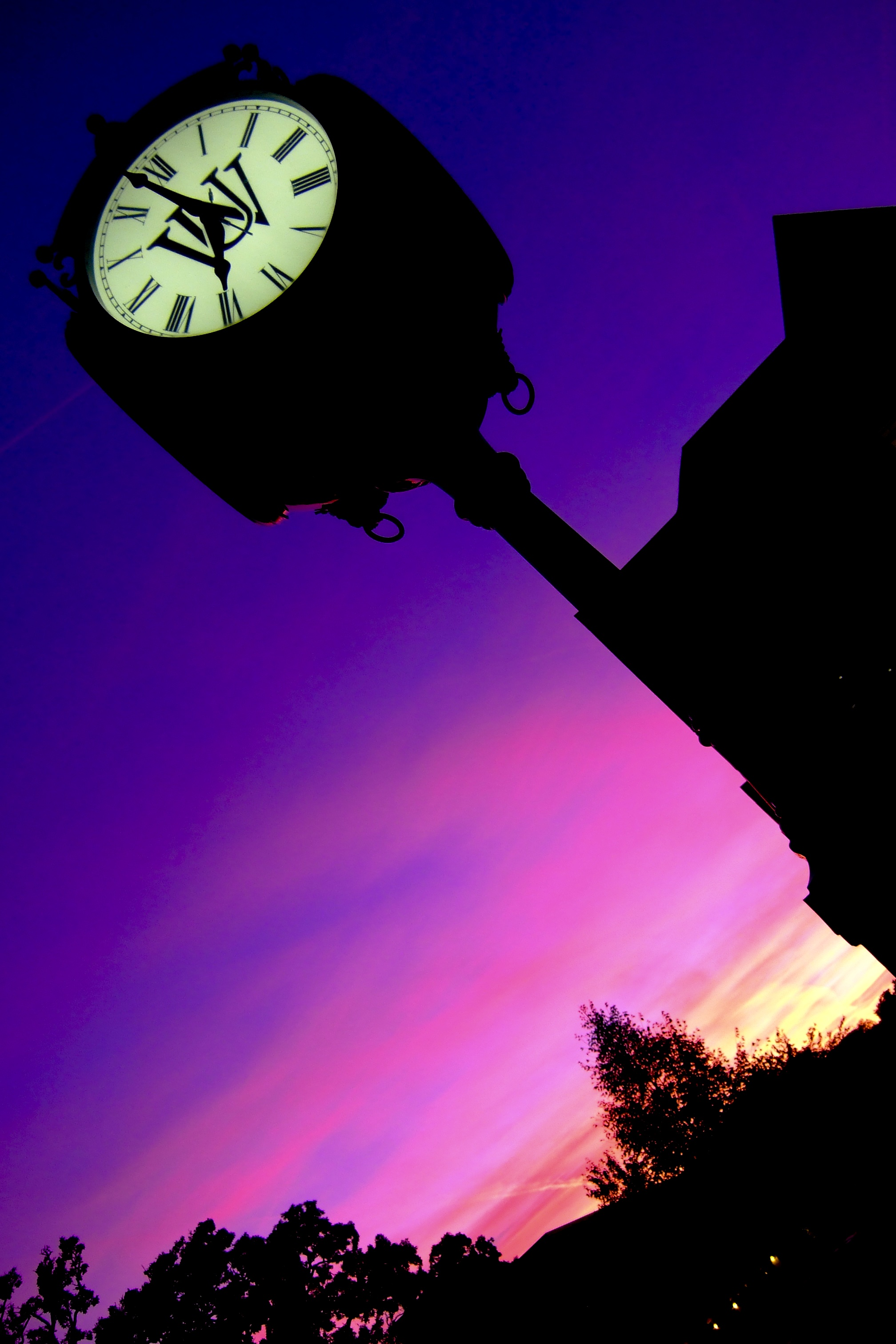
Годинникова вежа, розташована в районі «Південь 40»

Інша група гуртожитків, відома як The Village (в перекладі з англійської — село), розташована в північно-західному кутку Денфорт-кампусу. Північна сторона, відкрита лише для студентів старших курсів і січневих стипендіатів, складається з апартаментів Millbrook, The Village, Village East на території студмістечка та всіх будівель братств, крім будівлі братства Дзета-бета-тау, яка знаходиться за межами студмістечка та розташована на північний захід від району «Південь 40». Сестринства Вашингтонського університету не мають будівель за власним бажанням. The Village — це група гуртожитків, куди студенти зі схожими інтересами чи академічними цілями подають заявки як невеликі групи від 4 до 24 осіб, відомі як BLOC, щоб жити разом у кластерних апартаментах разом із студентами, які не належать до BLOC.
Крім того, Вашингтонський університет володіє кількома багатоквартирними будинками в межах пішої досяжності від Денфорт-кампусу. Житло в цих будинках доступне для студентів-старшокурсників.

### Студентські ЗМІ
Вашингтонський університет підтримує чотири основні студентські ЗМІ. Університетська студентська газета Student Life (в перекладі з англійської — Студентське життя) виходить двічі на тиждень під егідою Washington University Student Media, Inc., незалежної некомерційної організації, заснованої в 1999 році. Газета була заснована в 1878 році.
Радіостанція KWUR (90,3 FM) є офіційною студентською радіостанцією; WUTV — це університетський телеканал закритого типу.
Основним студентським політичним виданням університету є Washington University Political Review (WUPR), щомісячний журнал, який себе називають «багатопартійним». Студенти Вашингтонського університету видають два журнали з питань літератури та мистецтва: The Eliot Review та Spiers Intercollegiate Arts and Literary Magazine.
Крім того, університетській спільноті доступні багато інших університетських видань, починаючи від внутрішніх академічних журналів до глянцевих журналів для випускників і WUnderground, студентської сатиричної газети.

### Спорт
Вашингтонський університет був членом-засновником Університетської спортивної асоціації третього дивізіону Національної асоціації студентського спорту, а раніше був членом-засновником Конференції долини Міссурі. Між 1907 і 1942 роками Вашингтонський університет грав з командами, які зараз класифікуються як команди першого дивізіону Національної асоціації студентського спорту. Університетська спортивна команда «Вошингтон-юніверсіті Беарз» виграла 24 чемпіонати Національної асоціації студентського спорту у третьому дивізіоні — два з крос-кантрі серед жінок (2011, 2018), два з легкої атлетики серед жінок (2017, 2023), один з легкої атлетики на відкритому повітрі серед жінок (2017), один з чоловічого тенісу (2008), два з чоловічого баскетболу (2008, 2009), п'ять з жіночого баскетболу (1998—2001, 2010), десять з жіночого волейболу (1989, 1991—1996, 2003, 2007, 2009) і один з жіночого футболу (2016) — і 262 титули конференцій у 16 різних видах спорту.
У Вашингтонському університеті діють 42 спортивні клуби. Чоловіча клубна команда з водного поло Вашингтонського університету досягла особливого успіху, завоювавши титул національного чемпіона в третьому дивізіоні Асоціації студентського водного поло в 2011, 2014, 2015, 2016, 2017, 2018 і 2019 роках Фінансування спортивних клубів здійснюється з бюджету студентської спілки, оскільки кожен клуб вважається університетською групою.

### Традиції
- WILD — Walk In, Lay Down, семестровий концерт у Quad, на якому виконуються популярні музичні номери.
- Туртенський карнавал — найстаріший і найбільший студентський карнавал у країні[121][122], який проводить Почесна організація Тертен.[123]
- Vertigo — танцювальна вечірка, організована Радою інженерної школи, з інноваційним модульним танцювальним майданчиком зі світлодіодним підсвічуванням, побудованим студентами.
- Культурні шоу. Щороку групи студентів Вашингтонського університету влаштовують кілька мультикультурних шоу. Ashoka, південноазіатська студентська асоціація, влаштовує виставу на свято Дівалі, індійського фестивалю вогнів. «Чорна антологія» — це студентське мистецьке шоу, присвячене афроамериканській культурі. Фестиваль місячного Нового року — це студентська група, яка ставить виставу у співпраці з філантропічною партнерською організацією, щоб відсвяткувати місячний Новий рік за допомогою різноманітних азіатських сценічних мистецтв. Тиждень Африки та Фестиваль африканського кіно є щорічними подіями, які проводить Асоціація студентів Африки. Нарешті, Асоціація латиноамериканських студентів демонструє різні форми латиноамериканських та іспанських танців під час свого виступу «Карнавал».
- Брукінґс-хол — забобон серед студентів ніколи не наступати на печатку університету в Брукінґс-хол. Кажуть, що той, хто наступить на неї, не закінчить вчасно навчання.[124]
- Конвокація — велике зібрання для нових студентів та їхніх сімей, щоб привітати їх в університеті. До нього, зокрема, входять виступи студентів старших курсів та керівництва університету.[125]
- DUC N' Donuts — ця традиція відбувається в першу п'ятницю кожного місяця в Університетському центрі Денфорта (DUC). Ця традиція дозволяє студентам дізнаватися про щомісячні події, насолоджуючись безкоштовною кавою та пончиками.[126]
- Дешевий обід — щосереди Рада інженерної школи пропонує піцу, чіпси та печиво за низьку ціну.[127]
- Мистецький випускний вечір — щовесни студенти Школи дизайну та образотворчих мистецтв імені Сема Фокса влаштовують «офіційні» танці з творчим відтінком.[128]
- Панелі підземного переходу — низка панелей уздовж стін підземного переходу, що з'єднує район «Південь 40» із Денфорт-кампусом. Традиція передбачає розпис кожного панно студентами та клубами для реклами майбутніх подій. Поруч із підземним переходом розташована велика бетонна куля, також розмальована для реклами студентських заходів.[129]

## Видатні люди

### Випускники
Серед видатних випускників університету: голова англійського футбольного клубу Манчестер Юнайтед Аврам Глейзер; Генеральний директор Lionsgate Films, продюсерської компанії, що виробляє фільми, Джон Фелтгаймер; Засновник Men's Wearhouse, компанії — роздрібного продавця чоловічого одягу, Джордж Зіммер; колишній виконавчий директор міжнародної неурядової природоохоронної організації Greenpeace Філ Редфорд; Засновник біотехнологічної компанії Gilead Sciences Майкл Л. Ріордан; сербський політик Сініша Малі; Сенатор від Міссурі, Джим Талент; Сенатор від Невади, Чік Гехт; Конгресмен від штату Небраска, Гел Дауб; Журналісти-лауреати Пулітцерівської премії Кен Купер і Генк Клібанофф; Театральний продюсер, лауреат премії Тоні, Девід Меррік; бейсболіст Дел Максвілл ; і перший директор Глобальної програми Всесвітньої організації охорони здоров'я зі СНІДу Джонатан Манн. Крім того, список включає ведучу наукового шоу Дін Белл (Design Squad); автора бестселерів за версією New York Times, Сюзанну Кахалан; актрису Мері Вікс; телевізійного актора Джонні Кастла ; 41-й генерального прокурора Міссурі, Кріса Костера; золоту медалістку Паралімпійських ігор Кендалл Гретш; і радикальну феміністку Шуламіт Фаєрстоун. Серед випускників бакалаврату також є один із винахідників нейлону Джуліан В. Гілл; співвідкривач нейтрино Клайд Коуен;, губернатор штату Іллінойс Джеймс Р. Томпсон; Посол США в Бельгії Сем Фокс; Едвард С. Голден, президент Каліфорнійського університету; Томас Лемб Еліот, засновник Рід-коледжу; та Абрам Л. Сакар, президент-засновник Брандейського університету. Серед випускників Архітектурного коледжу: Джордж Гельмут, Гьо Обата та Джордж Кассабаум, засновники Hellmuth, Obata + Kassabaum, четвертої за величиною архітектурної фірми у світі.
Серед випускників магістратури та аспірантури є лауреати Нобелівської премії Ерл Сазерленд, Едвін Кребс і Деніел Натанс, які закінчили Медичну школу. Бізнесмен і мандрівник Стів Фоссет отримав ступінь магістра ділового адміністрування в бізнес-школі. Випускник Школи права Джозеф Пойндекстер був губернатором Гаваїв під час нападу на Перл-Харбор. Серед випускників докторських програм — колишні президенти університету Джонса Гопкінса, Клемсонського університету, Університету Вейк-Форест, Морхаус-коледжу, Університету Маунт-Юніон, Університету Йонсє та Гонконгського університету науки і технологій. Майк Сімпсон, член Палати преставників США у 2-му виборчому окрузі Айдахо, є випускником стоматологічного факультету.

### Викладачі
Серед відомих викладачів — 56-й губернатор Міссурі Ерік Грейтенс; економіст Гайман Мінські; романісти Стенлі Елкін і Вільям Х. Гасс; поет Карл Філіпс; архітектор Луї К. Сперінг; художник Макс Бекманн; сексологи Вільям Мастерс і Вірджинія Джонсон; письменник і культуролог Джеральд Ерлі; засновник Американської асоціації університетських професорів Артур Онкен Лавджой; хімік Джозеф В. Кеннеді, співвідкривач елемента плутоній; перша жінка-директор Національної галереї Канади та Музею мистецтв Філадельфії Джин Сазерленд Боґґс; і хімік Голден Торп, головний редактор наукового журналу Science Magazine.